# Gemeindefusionen in der Schweiz
Als Gemeindefusion wird in der Schweiz das Verschmelzen zweier oder mehrerer bis anhin voneinander unabhängiger politischer Gemeinden bezeichnet. Die Fusion kann als Eingemeindung in einen grösseren Verband erfolgen, dabei spricht man selbst bei der Eingemeindung einer kleinen Gemeinde durch eine grössere Stadt von Fusion, auch wenn der Begriff sonst eher für einen Zusammenschluss «auf Augenhöhe» verwendet wird. Der Name der kleineren Gemeinde(n) geht dadurch unter, bei vergleichbaren Partnern kann dagegen ein Allianzname oder ein neuer Name gewählt werden.
Der Kanton Thurgau hat in den 1990er-Jahren grossangelegte Fusionsprojekte durchgeführt. Der Kanton Freiburg weist mit einer Reduzierung seines Gemeindebestandes um knapp 120 von allen Kantonen die grösste Zahl von Gemeindefusionen auf. Betrachtet man nur die Zeit seit dem Jahr 2000, so wurden im Kanton Tessin am meisten Gemeinden fusioniert. Anteilsmässig stellt die Zusammenlegung der ursprünglich 27 zu nur noch drei Gemeinden im Kanton Glarus die einschneidendste Gebietsreform dar. Erhebliche Anzahlen von Gemeindefusionen wurden ausserdem in den Kantonen Graubünden, Luzern und Bern durchgeführt. Einzelne Fusionen erfolgten in den Kantonen Aargau, Schaffhausen, Solothurn, St. Gallen, Waadt, Wallis und Zürich.
Insgesamt sank die Anzahl der Gemeinden seit dem Jahr 2000 bis im Frühjahr 2017 von 2'899 auf 2'255 und erreichte per 1. Januar 2025 die Anzahl von 2'121 Gemeinden in der Eidgenossenschaft oder eine Reduktion von 778 politischen Gemeinden in 25 Jahren.

## Geschichte

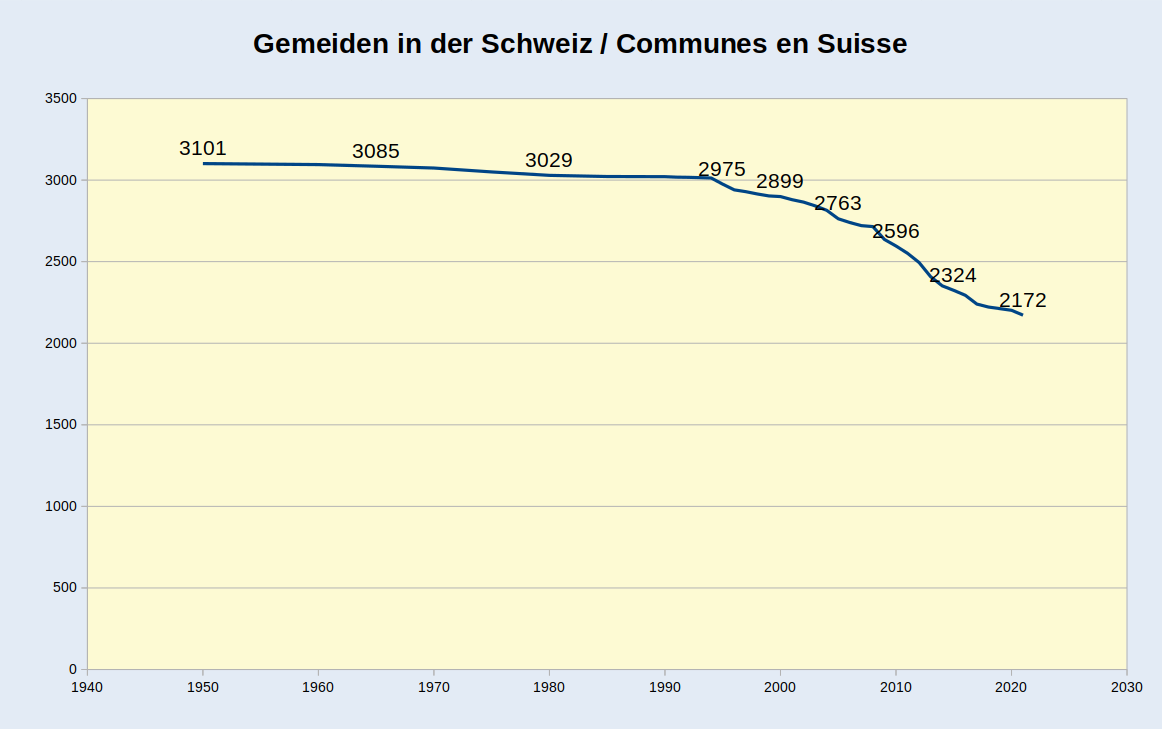
Abnahme der Anzahl Gemeinden: deutlich zu erkennen ist der erhebliche Rückgang ab 1994/1995

Im Jahr 1850, zwei Jahre nach der Gründung des schweizerischen Bundesstaates, zählte die Schweiz 3203 Gemeinden, im Jahr 2003 noch 2842. Im Verlaufe von 153 Jahren sank der Gemeindestand in der Schweiz durchschnittlich pro Jahr nur um zwei Gemeinden. Auch im europäischen Vergleich gab es in der Schweiz wenig Gemeindefusionen. Von 1953 bis 2003 ging der Gemeindebestand lediglich um 7 % zurück, während er in Deutschland um 59 % und in Österreich um 42 % zurückging. Die Gründe werden in der grossen Autonomie der Schweizer Gemeinden und in der Zuständigkeit für einen grossen Teil von Aufgaben gesehen. In zehn von 26 Kantonen ist für eine Gemeindefusion die Zustimmung der betroffenen Gemeinden notwendig. Seit 1990 haben Gemeindefusionen, insbesondere in den Kantonen Thurgau und Freiburg, stark zugenommen. Trotzdem ist die Intensivierung der interkommunalen Zusammenarbeit nach wie vor die häufigste Reform in den Schweizer Gemeinden.
Gestützt auf das Europäische Raumentwicklungskonzept EUREK, das eine Konzentration der Bevölkerung und der Wirtschaftsaktivitäten in grösseren Zentren (Metropolregionen) und Agglomerationen an den europäischen Hauptverkehrsachsen vorsieht, hat der Bund 1996 seine Regionalpolitik neu orientiert. Die starke Zunahme der Gemeindefusionen seit dem Jahr 2000 ist vor allem auf die Neue Regionalpolitik des Bundes und die gezielte Förderung durch die Kantone mit gesetzlichen Vorstössen (Reform der Kantonsverfassung) und finanziellen Anreizen und nur vereinzelt auf Initiativen auf Gemeindeebene zurückzuführen.

## Problematik von Zwangsfusionen
Die Zusammenlegung von Gemeinden ist in der Schweiz in der Regel nur möglich, wenn die Einwohner aller beteiligten Gemeinden einverstanden sind. Es gibt jedoch eine Anzahl Gemeinden, die gegen ihren erklärten Willen miteinander fusioniert wurden. Das jüngste Beispiel (2005) ist Ausserbinn, das sich gegen die vom Staatsrat des Kantons Wallis verfügte Zwangsfusionierung zur Wehr setzte und erst vor dem Bundesgericht unterlag. Zwangsfusionen sind stark umstritten, insbesondere weil die Gemeindeautonomie in der Schweiz als Grundlage der direkten Demokratie gilt. Die Bundesverfassung schützt die Gemeinden grundsätzlich nicht vor einer Zwangsfusion: Art. 50 Abs. 1 BV garantiert die Gemeindeautonomie einzig nach Massgabe des kantonalen Rechts. Im erwähnten Fall Ausserbinn hat das Bundesgericht entschieden, dass bezüglich der Bestandesgarantie einzig auf das kantonale Recht abzustellen ist (BGE 131 I 91 E. 2, S. 94). Im Gegensatz zum hier betroffenen Kanton Wallis kennt mehr als die Hälfte der Kantone (16) eine uneingeschränkte Bestandesgarantie zugunsten der einzelnen Gemeinden (vgl. z. B. Art. 108 Kantonsverfassung Bern – dort ist eine Zwangsfusion unter bestimmten Umständen inzwischen möglich).

## Aktuelle Situation in den Kantonen

### Aargau

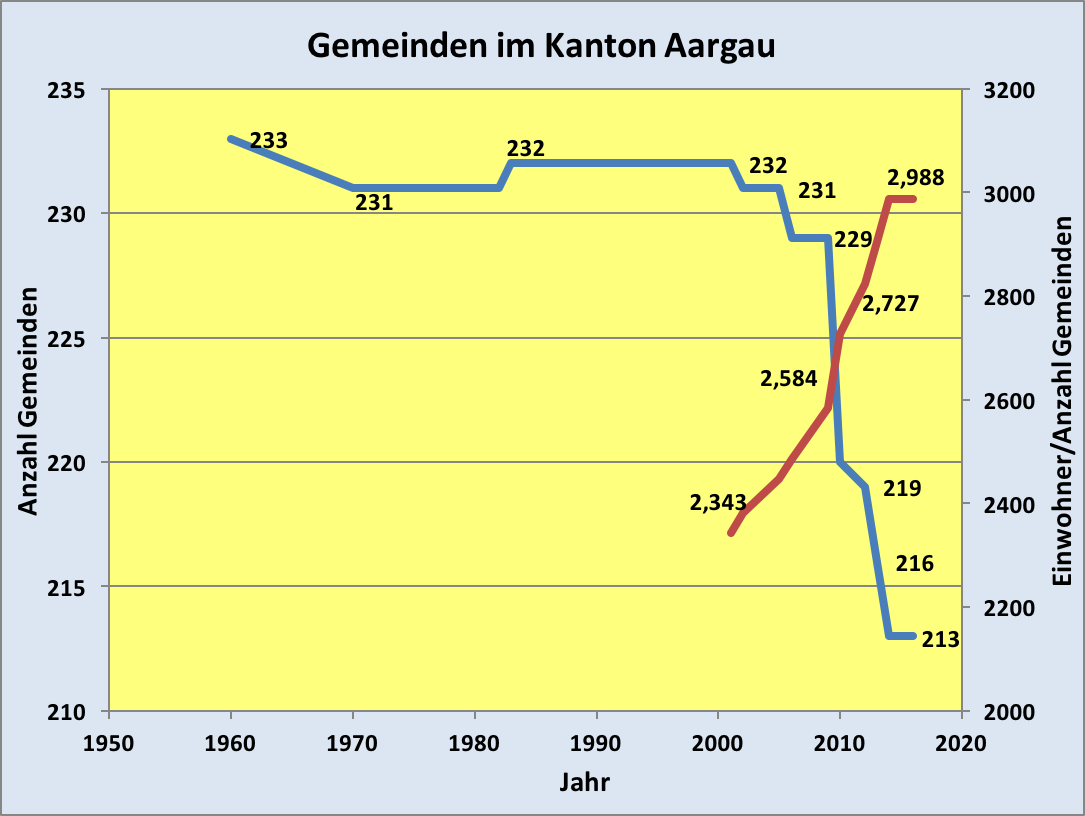
Entwicklung der Anzahl Gemeinden im Kanton Aargau und entsprechende Entwicklung der Gemeindegrösse

Im Zuge von Massnahmen zur Optimierung der Aufgabenerfüllung im Kanton Aargau plant der Regierungsrat, die grosse Anzahl der Aargauer Gemeinden zu reduzieren. So geht es vor allem um die Stärkung der urbanen Zentren des Kantons, welcher 2004 trotz einer Bevölkerungszahl von 568'000 Einwohnern über keine einzige Stadt von mindestens 20'000 Einwohnern verfügte. Nebst der politischen Vereinheitlichung der Agglomerationen Aarau und Baden werden Eingemeindungen weiterer lokaler Zentren verfolgt. Ferner sollen auch auf dem Land Fusionen in Angriff genommen werden. Dabei sollen die Gemeinden primär über Beiträge zu Zusammenschlüssen angeregt werden. In symbolischer Anlehnung an den Volkstag von Wohlenschwil von 1830 trafen sich am 20. Februar 2008 die Gemeindevertreter von 110 der 229 Gemeinden des Kantons Aargau auf Einladung des Komitees «Für Gemeindeautonomie und einen solidarischen Aargau» in Wohlenschwil. Von den 110 teilnehmenden Gemeinden unterzeichneten 103 die Resolution von Wohlenschwil, die sich für die Gemeindeautonomie und gegen die Pläne des Regierungsrates für eine Gemeindereform «von oben» einsetzt. Weitere Aktionen dieser Gemeinden blieben seither jedoch aus.

### Appenzell Ausserrhoden
Die Volksinitiative «Starke Ausserrhoder Gemeinden» aus dem Jahr 2018 verlangte die Streichung der Gemeinden aus der Kantonsverfassung, um Gemeindezusammenschlüsse zu ermöglichen. Zudem soll der Kanton Zusammenschlüsse unterstützen. Am 26. November 2023 kommt ein Gegenvorschlag des Regierungsrats zur Volksabstimmung, der verlangt, dass die 20 Gemeinden zu drei bis fünf zusammengeschlossen werden. Eine weitere Volksinitiative «Selbstbestimmte Gemeinden», die Zwangsfusionen verhindern möchte, ist noch hängig.

### Bern

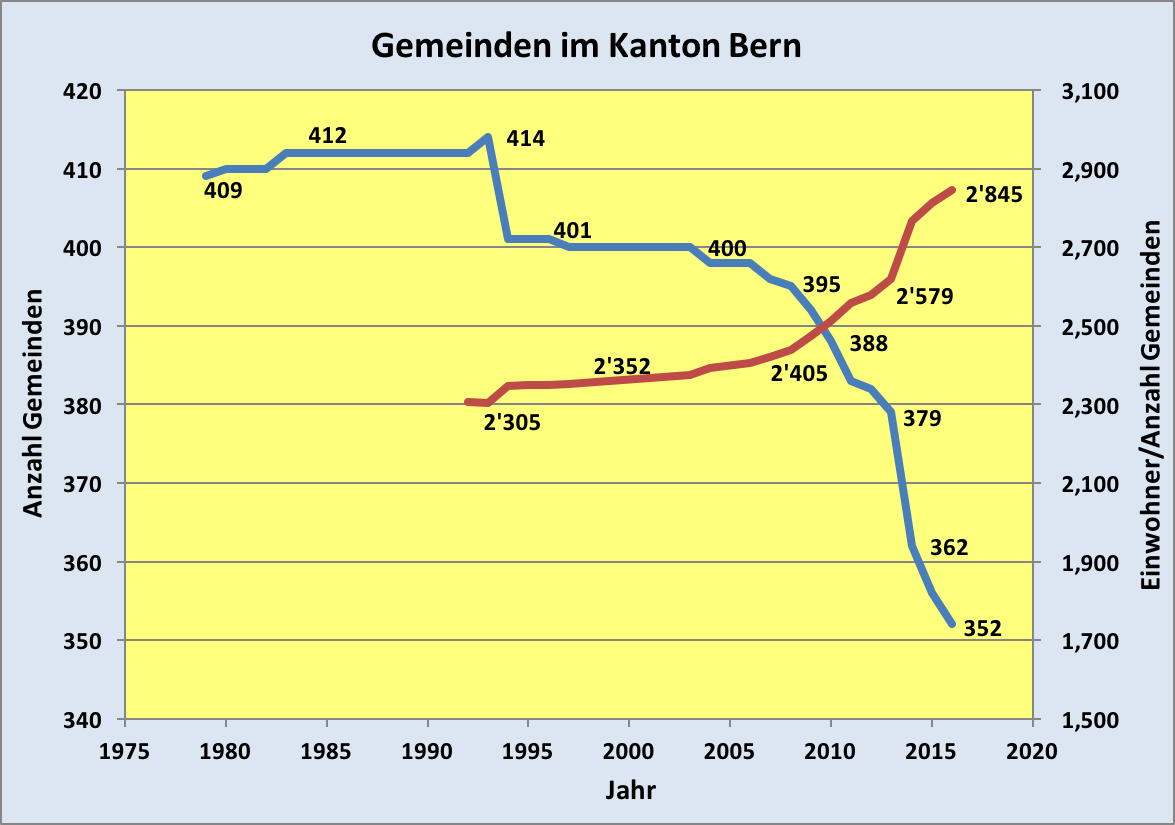
Entwicklung der Anzahl Gemeinden im Kanton Bern seit der Abspaltung des Kantons Jura (1979) und entsprechende Entwicklung der Gemeindegrösse

Der Kanton Bern fördert Gemeindefusionen grosszügig mit Geldbeiträgen. Durch die bereits durchgeführte Wahlkreisreform von 27 auf 8 Wahlkreise erhalten die grösseren Gemeinden mehr Gewicht. Die auf den 1. Januar 2010 in Kraft gesetzte Bezirksreform hat die 26 Amtsbezirke auf fünf Verwaltungsregionen bzw. zehn Verwaltungskreise reduziert. Damit können ungewünschte Gemeindefusionen umgangen werden, die befürchteten negativen Auswirkungen wie der Abbau der Gemeindeautonomie, weniger Bürgernähe und mehr zentrale Bürokratie sind jedoch dieselben. Mitte August 2010 hat der Regierungsrat des Kantons Bern beschlossen, Verfassungs- und Gesetzesänderungen anzustreben, welche Gemeindezusammenschlüsse auch gegen den Willen einer Gemeinde ermöglichen sollen, «wenn es kommunale, regionale oder kantonale Interessen erfordern». Vorgesehen ist eine Zwangsfusion, wenn eine Gemeinde nicht mehr in der Lage ist, ihre Aufgaben dauerhaft selbständig zu erfüllen, sowie bei einer Fusion von mehreren Gemeinden, wenn die Mehrheit der beteiligten Gemeinden und der Stimmenden dem Zusammenschluss zugestimmt hat. Zudem soll der Regierungsrat die Möglichkeit erhalten, finanzschwachen Gemeinden Zahlungen aus dem kantonalen Finanzausgleich zu streichen, wenn sie einen vom Kanton als wirtschaftlich sinnvoll erachteten Zusammenschluss ablehnen.

### Freiburg

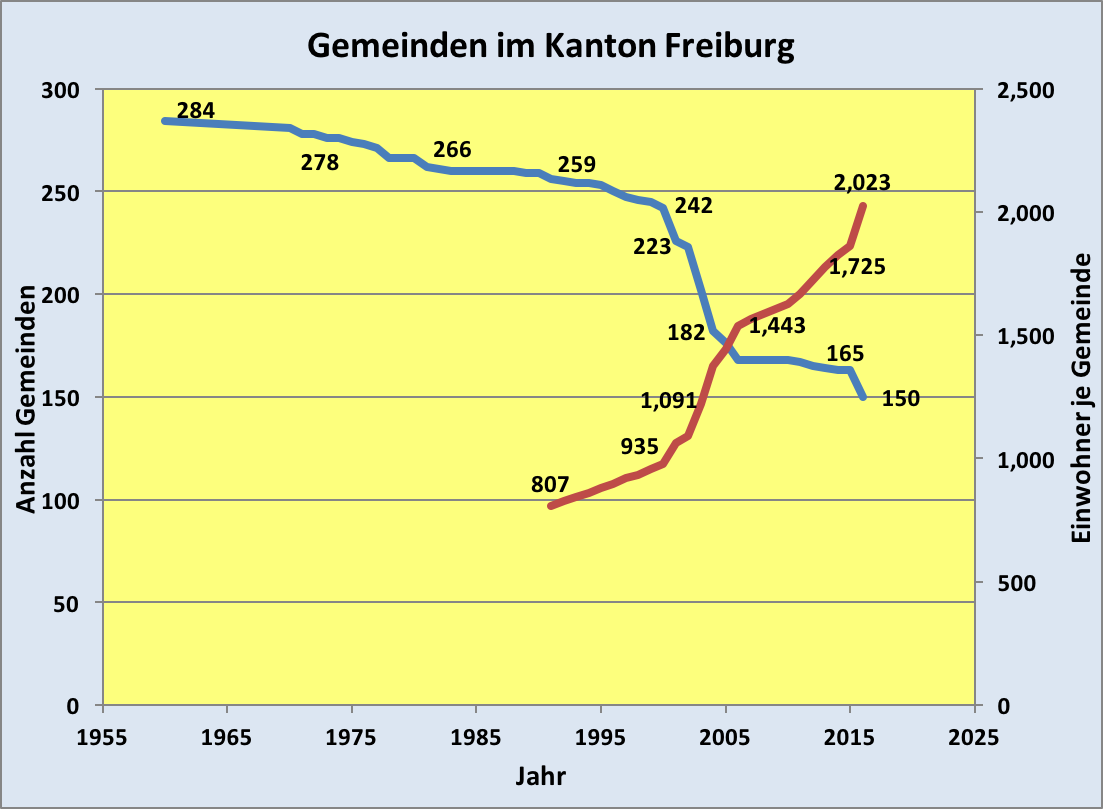
Entwicklung der Anzahl Gemeinden im Kanton Freiburg und entsprechende Entwicklung der Gemeindegrösse

Der Kanton Freiburg fördert mit seiner Agglomerationspolitik «Quasi-Fusionen» mit Mehrheitsentscheiden. Der Staatsrat legt provisorische Gebietsperimeter fest, die eine Anzahl Gemeinden umfassen. Diese Perimeter können nur mit der Zustimmung von zwei Dritteln der Agglomerationsräte geändert werden. In einem geplanten Perimeter sind insgesamt 39 Agglomerationsräte aus verschiedenen deutsch- und französischsprachigen Gemeinden. Da die einzigen deutschsprachigen Gemeinden Düdingen nur vier und Tafers nur drei Vertreter in die Versammlung delegieren konnten, sind die Chancen dieser Gemeinden, aus dem Gründungsprozess aussteigen zu können, als verschwindend klein zu beurteilen, da ihre Unabhängigkeit vom Bundesgericht nicht geschützt wird.

### Glarus
Auch der Kanton Glarus hatte einen harten Kurs angekündigt. Gemäss der Wirtschaftszeitung Cash vom 15. September 2005 sei es die Kantonsregierung leid, sich mit dem komplizierten Geflecht aus Zweckverbänden herumzuschlagen. Sie wollte daher umfassende Gebietsreformen, welche die Zahl selbstständiger Gemeinden von 27 auf nur noch zehn reduzieren. Fusionsunwilligen Gemeinden werde der Geldhahn zugedreht.
An der Landsgemeinde im Mai 2006 wurde überraschend der Antrag einer Einzelperson angenommen, die Anzahl der Gemeinden des Kantons gleich auf drei zu reduzieren. Diese sollen mit den Planungsregionen deckungsgleich sein. Der Entscheid der Landsgemeinde bedeutete für die betroffenen 25 Ortsgemeinden eine Zwangsfusion, weil die Stimmbürger der einzelnen Gemeinden nicht darüber abstimmen konnten, ob sie ihre jahrhundertealte Autonomie bewahren wollen oder eine Fusion wünschen. Nach der Meinung einiger Staatsrechtler verstiess der Fusionsentscheid gegen Art. 23 Abs. 3 der Bundesverfassung, der auch die Gemeindefreiheit schütze, weil niemand (worunter auch Gemeinden zu verstehen seien) zu einer Vereinigung gezwungen werden kann. A fortiori könne niemand gezwungen werden, seine Existenz aufzugeben. Die Frage wurde indessen nicht höchstrichterlich geklärt, da keine der beteiligten Gemeinden Beschwerde gegen den Fusionsbeschluss erhob.

### Graubünden

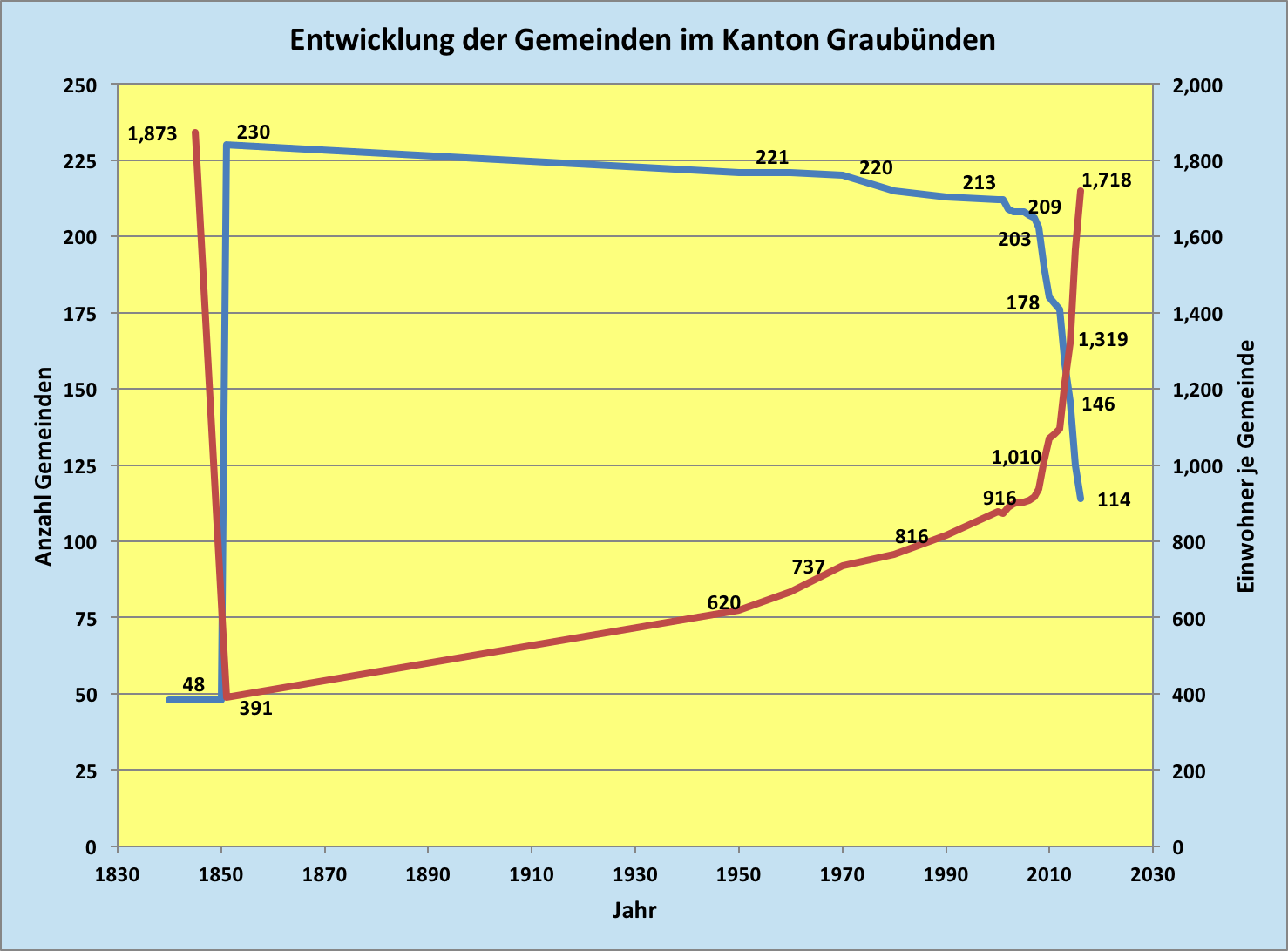
Entwicklung der Anzahl Gemeinden im Kanton Graubünden und entsprechende Entwicklung der Gemeindegrösse

Graubünden war bis 1851 in 48 Gerichtsgemeinden eingeteilt, welche über nahezu die gesamte innenpolitische Macht verfügten. Diese Gliederung musste im Zuge der Gründung des schweizerischen Bundesstaates 1848 aufgegeben werden und es entstand die heutige Struktur mit Gemeinden, Kreisen, Bezirken und dem Kanton. Die ursprüngliche Anzahl von 230 Gemeinden sank in der Folgezeit zwar, jedoch war der Rückgang minimal. Ein erster Schritt hin zu einer Neugliederung erfolgte mit der neuen Gemeindegesetzgebung des Kantons von 1974. Infolgedessen erfolgte eine Reduktion von 220 auf 215 Gemeinden innert zehn Jahren im Vergleich zu einer Reduktion um zehn Gemeinden in über 120 Jahren zuvor.
Die in der Schweiz in den 1990er-Jahren einsetzende Fusionswelle hatte vorerst keine Auswirkungen auf den Kanton Graubünden. So zählte man im Jahr 2000 noch immer 212 Gemeinden, davon 35 % mit weniger als 200 Einwohnern. Die durchschnittliche Gemeindegrösse lag bei 875 Einwohnern, einem Drittel des gesamtschweizerischen Wertes. Der Kanton entschloss sich deshalb verschiedene Massnahmen einzuführen, um eine Konsolidierung der Gemeinden in Graubünden zu beschleunigen:
- Gemeindefusionen sollen künftig mit erheblich grösseren finanziellen Zuschüssen gefördert werden. Abhängig vom Verschuldungsgrad der Beteiligten, der Gemeindegrösse sowie der Höhe allfällig geringer ausfallenden kantonalen Beiträgen (z. B. aus dem Finanzausgleichsfond) können diese Förderbeiträge unterschiedlich hoch ausfallen. Bei den erfolgten Fusionen seit 2000 schwankten die Beträge meist im siebenstelligen Bereich.
- Kleinen Gemeinden, welche nicht fusionieren wollen, können – anders als in anderen Kantonen – kantonale Fördermittel gekürzt werden. Für Gemeinden unter 100 Einwohnern kann das Kürzungen um bis zu 50 % zur Folge haben. Indirekt hätte auch der Neue Finanzausgleich (NFA/Bündner NFA) den finanziellen Druck auf die kleinsten Gemeinden weiter erhöht. Nachdem der NFA jedoch vom Volk abgelehnt wurde, ist unklar, inwiefern sich die Neulancierung des NFA im Jahr 2012 auf die Gemeinden auswirken wird.
- Grundsätzlich sind auch Zwangsfusionen möglich. Dies ist insbesondere dann der Fall, wenn bei einer Fusion mehrerer Gemeinden nur eine einzige sich verweigert. Die Kantonsregierung vertritt jedoch den Standpunkt, dass Fusionen nur erfolgreich sein können, wenn sie von unten auch getragen werden. Deshalb wurde dieses Mittel bislang noch nie genutzt.[10]

Diese Massnahme sowie bestehende Probleme der vielen kleinen Bündner Gemeinden wie hohe Verschuldung, hoher Gemeindesteuerfuss (oft die maximal vom Kanton zugelassenen 130 % des Kantonssteuerfusses) sowie Probleme bei der Bestellung von Ämtern führten zu einer grossen Anzahl Fusionen. Von 2000 bis 2008 erfolgte eine Reduktion um neun Gemeinden, alleine auf den 1. Januar 2009 verschwanden 13 Gemeinden und auf den 1. Januar 2010 zehn weitere. Mit ein bis vier Gemeindefusionen in den Jahren 2010 bis 2014 nahm zwar die Anzahl Fusionen etwas ab, jedoch waren mehr Gemeinden je Fusion beteiligt, sodass per 1. Januar 2014 nur noch 146 Gemeinden gezählt werden. Am 23. September 2012 nahmen die Stimmberechtigten ausserdem eine Verfassungsrevision an, die eine umfassende Gebietsreform vorsieht. Dabei soll die Zahl der Gemeinden «50 nicht wesentlich überschreiten».

### Jura
Im Kanton Jura sind grossangelegte Fusionsprojekte erst im 21. Jahrhundert gestartet worden. Per 1. Januar 2009 wurden sieben Fusionsvorhaben umgesetzt. Die Zwerggemeinde Montfavergier hat sich am 12. Juni 2007 mit 10 gegen 9 Stimmen für einen Anschluss an Montfaucon entschieden. Die Fusion erfolgte mit Wirkung per 1. Januar 2009. Zum gleichen Zeitpunkt fusionierten die Kleingemeinden Goumois JU und Les Pommerats mit Saignelégier. Im Bezirk Freiberge gab es ein weiteres und im Bezirk Pruntrut insgesamt vier Fusionsprojekte.

### Luzern
Von grosser Bedeutung im Kanton Luzern ist die Entwicklung der Anzahl Gemeinden im Raum der Kantonshauptstadt: Am 17. Juni 2007 entschieden sich die Stimmberechtigten für die Fusion der Gemeinden Luzern und Littau im Jahr 2010. Damit wurde Luzern mit fast 75'000 Einwohnern zur siebtgrössten Stadt der Schweiz. Weitere Fusionen mit der Stadt Luzern waren in Planung. Langfristig sollte mit dem Zusammenschluss der Agglomeration (Emmen, Kriens, Adligenswil und Ebikon) eine einzige Gemeinde mit etwa 180'000 Einwohnern geschaffen werden. Ebikon und Adligenswil lehnten das Projekt schliesslich ab, und im November 2012 lehnten Emmen und Kriens an einer historischen Volksabstimmung die Ausarbeitung eines Fusionsvertrages mit 55 % bzw. 65 % Neinstimmen ab. Am 25. November 2007 lehnten es die Stimmberechtigten des Kantons Luzern zudem ab, die bereits beschlossene Fusion Luzern-Littau mit einem Beitrag von 20 Millionen Franken zu unterstützen. Gegen die Bestrebungen, ein Gross-Luzern zu schaffen, konstituierte sich Anfang 2008 der Verein Gegen GrossLuzern, der eine «vereinigte Stadtregion» durch die Fusion aller Agglomerationsgemeinden mit der Stadt Luzern bekämpft. Durch die Fusion kleinerer Gemeinden sank jedoch im Kanton Luzern die Zahl der Gemeinden zwischen 2003 und 2013 von 107 auf 83.

### Neuenburg
Im Kanton Neuenburg stimmte die Bevölkerung am 17. Juni 2007 über die Fusion aller elf Gemeinden des Bezirks Val-de-Travers ab. Da sich zwei Gemeinden dagegen aussprachen, kam der Zusammenschluss nicht zustande. Noch am 3. April haben sich die Gemeindeparlamente einstimmig für einen Zusammenschluss entschieden. Es war vorgesehen, dass die Schaffung der neuen Gemeinde Val-de-Travers vom Kanton mit 20 Millionen Franken unterstützt wird. Am 24. Februar 2008 kam die Fusion der neun zustimmenden Gemeinden (ohne La Côte-aux-Fées und Les Verrières) zustande. Es handelt sich dabei um die umfangreichste je in der Schweiz im ländlichen Raum beschlossene Fusion.

### St. Gallen
| Die zur Anzeige dieser Grafik verwendete Erweiterung wurde dauerhaft deaktiviert. Wir arbeiten aktuell daran, diese und weitere betroffene Grafiken auf ein neues Format umzustellen. (Mehr dazu) |

Der Kanton St. Gallen fördert seit 2007 Gemeindezusammenschlüsse mit vier Beitragsarten. Ziel ist es dabei, Hindernisse wie z. B. eine stark differierende Verschuldung zu beseitigen. Seither schlossen sich insbesondere im Linthgebiet und im Toggenburg 23 politische Gemeinden zu zehn grösseren Gemeinden zusammen.
Bei den Schulgemeinden gab es bereits in den 1970er-Jahren eine Abnahme des Bestands. Grund der Aufhebung war oft die Fusion von konfessionell getrennten Schulgemeinden, die es bis in die achtziger Jahre hinein gab. Die meisten der aufgelösten Schulgemeinden wurden zur Bildung einer Einheitsgemeinde in die politische Gemeinde inkorporiert. Mit der Invollzugsetzung des Gemeindevereinigungsgesetzes im Jahr 2007 kam es zu einer weiteren Welle der Bildung von Einheitsgemeinden. Während Ende 2006 nur 18 von 89 politischen Gemeinden sogenannte Einheitsgemeinden waren, sind es 2019 55 der 77 politischen Gemeinden.
Auch die Zahl der Ortsbürgergemeinden und Korporationen ging zurück. Zu Beginn des 21. Jahrhunderts wurden über 20 Ortsbürgergemeinden aus wirtschaftlichen Gründen aufgehoben, die Zahl der örtlichen Korporationen nahm deutlich um rund 30 ab. Hauptgrund war das Bestreben, die Wasser- und Elektrizitätsversorgung wirtschaftlicher zu betreiben.

### Tessin

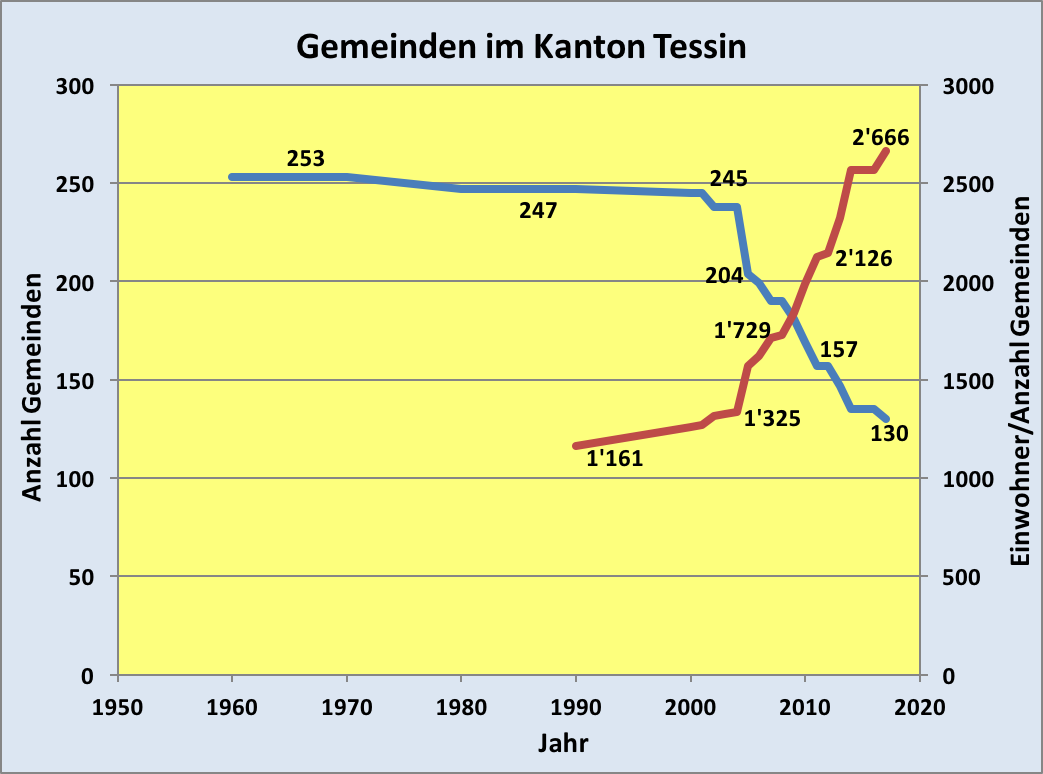
Entwicklung der Anzahl Gemeinden im Kanton Tessin und entsprechende Entwicklung der Gemeindegrösse

Im Oktober 2006 ist im Kanton Tessin mit Bignasco und Aquila die Zahl der vom Grossen Rat zu einer Zwangsfusion angehaltenen Gemeinden auf vier gestiegen.
Das Nein der Volksabstimmung der Gemeinde Sala Capriasca (1999) wurde vom Bundesgericht als blosse «Konsultativabstimmung» bezeichnet und für unerheblich erklärt.
Bei der Fusion Media Valle di Blenio (2002) wurde die Gemeinde Dongio zwangsfusioniert. Auch bei den Fusionsprojekten Alta Blenio (5 Gemeinden, 2004) und Media Maggia (3 Gemeinden, 2002) entschied das Bundesgericht im April 2006 gegen die Einsprache führenden Gemeinden. Die Zwangsintegration von Aquila in die neue Gemeinde Blenio und von Bignasco in das neue Gemeindegebilde Cevio ist damit definitiv (BGer-Urteile 1P.242/2005 und 1P.265/2005).
Gegen die vom Kantonsparlament beschlossene Zwangsfusion von Muggio in die neue Gemeinde Breggia hat diese Gemeinde eine Beschwerde beim Bundesgericht eingereicht.
Die Gemeinde Cadro, welche die Fusion mit Lugano ablehnte, wurde trotz dem Umstand, dass ohne Cadro die zustimmende Gemeinde Villa Luganese zur Exklave wurde, nicht zur Fusion gezwungen. Die Erzielung eines zusammenhängenden Territoriums wäre nach Tessiner Recht eine der Voraussetzungen für eine Zwangsfusion.

### Thurgau
Nachdem zwischen 1995 und 2000 aus 73 Munizipal- und 144 Ortsgemeinden 80 Politische Gemeinden gebildet wurden, waren Gemeindefusionen im Thurgau kein Thema mehr. Im Jahr 2020 gab dann der Verband Thurgauer Gemeinden einen Leitfaden für Gemeindefusionen in Auftrag.

### Waadt

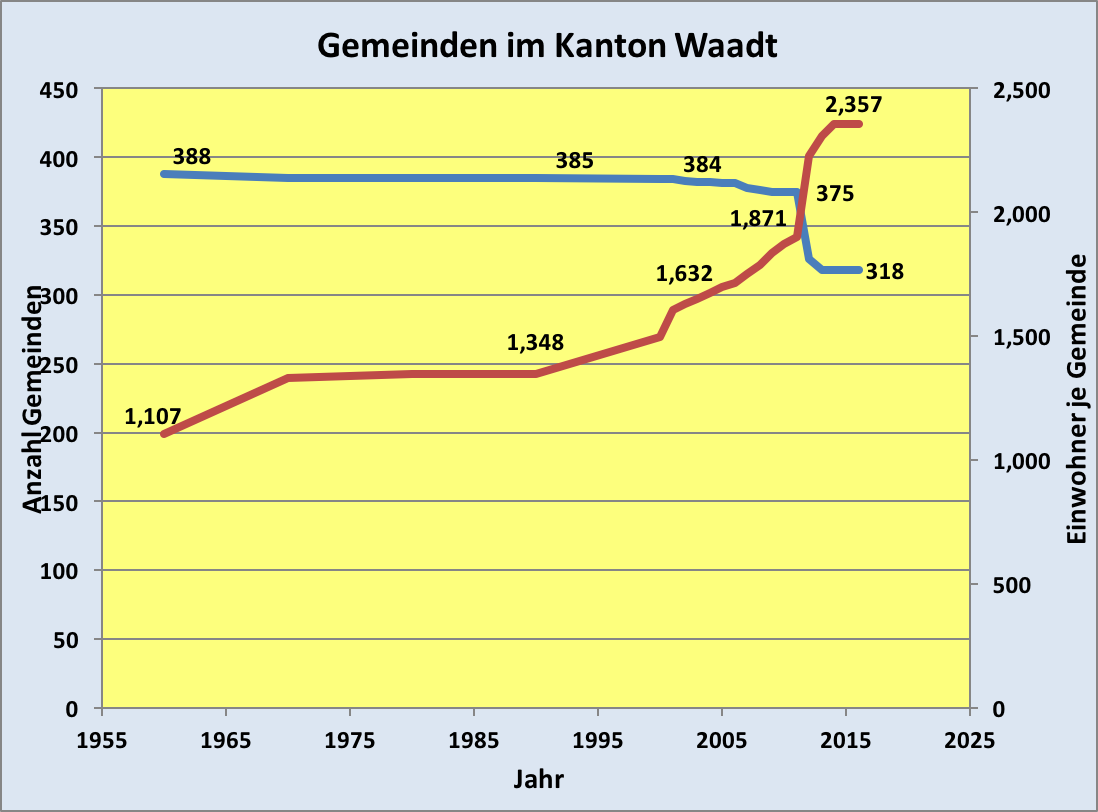
Entwicklung der Anzahl Gemeinden im Kanton Waadt seit 1960, herausstechend ist die Fusionswelle 2011/2012, entsprechende Entwicklung der Gemeindegrösse

Im Kanton Waadt gab es zwar immer wieder vereinzelte Fusionen, eine Dynamik wie beispielsweise im Kanton Freiburg setzte in der Waadt aber lange nicht ein. Dies obwohl der Kanton mit damals fast 400 Gemeinden bei rund 700'000 Einwohnern – 70 % der Gemeinden wiesen weniger als 1000 und 50 % der Gemeinden weniger als 500 Einwohner auf – kleinräumig organisiert war.
Die rechtlichen Voraussetzungen für eine grundlegende Reform der Gemeindestruktur wurden einerseits mit der neuen Kantonsverfassung von 2003, andererseits mit dem darauf abgestützten Gemeindefusionsgesetz von 2004 geschaffen. In Artikel 151 der Kantonsverfassung wird bestimmt, dass der Kanton Gemeindefusionen begrüsse und finanziell unterstützen müsse, aber auch dass keine Fusion ohne Zustimmung der Stimmbevölkerung der beteiligten Gemeinden durchgeführt werden dürfe. Darüber hinaus wird in den Artikeln 152 bis 154 noch festgehalten, dass die Initiative für Gemeindefusionen von den betroffenen Gemeinden, von einem Gemeindeverband oder vom Kanton selbst ausgehen könne.
Die neue Rechtslage brachte zunehmend Bewegung in die Gemeindelandschaft der Waadt, wie der rechtsstehenden Grafik entnommen werden kann. Besonders herausragend ist eine Welle von Fusionen auf den 1. Juli 2011 und den 1. Januar 2012, wo in einem halben Jahr der Gemeindebestand von 375 auf 326 verringert wurde.

### Zürich
Anfang November 2007 stellte der Regierungsrat des Kantons Zürich die Ergebnisse des Projekts «Gebietsreform» vor und schickte 24 Leitsätze zur Reform der Gemeindestrukturen in die Vernehmlassung. Kerngedanke ist, dass die Gemeinden in der Lage sein sollen, ihre Kernaufgaben selbstständig zu organisieren. Dies sei bei Gemeinden unter 2000 Einwohnern nicht der Fall, da diese langfristig Mühe bekunden würden, genügend qualifizierte Behördenmitglieder zu finden und grosse Infrastrukturprojekte zu finanzieren. Leistungsfähige Gemeinden könnten dem «Trend zur schleichenden Zentralisierung und zur Aushöhlung der Gemeindeautonomie entgegenwirken». Der Schwerpunkt der angestrebten Gebietsreform soll bei den 34 bevölkerungsschwächsten politischen Gemeinden mit 1000 Einwohnern und weniger liegen. Ein neuer Finanzausgleich ohne strukturerhaltende Elemente soll kleine Gemeinden zu Fusionen zwingen.
Ähnliche Strukturreformen werden bei den Schulgemeinden angestrebt. Wenn sie über genügend Schüler verfügen sollen sie sich mit ihrer politischen Gemeinde zu einer Einheitsgemeinde zusammenschliessen. Wenn sie zu klein sind, sollen sie eine Fusion mit benachbarten Schulgemeinden ins Auge fassen.
In den ersten Stellungnahmen von Gemeindebehörden in der Lokalpresse stiess der Vorschlag mehrheitlich auf Ablehnung, weil man an der Gemeindeautonomie festhalten wolle und weil anstehende Probleme bereits heute schon mit Zweckverbänden gelöst werden.

## Liste der Gemeindefusionen nach Kantonen seit 2000
Rechtsgültig vollzogene, im Bundesblatt veröffentlichte Gemeindefusionen (seit 2000) gemäss den Nachträgen zum Amtlichen Gemeindeverzeichnis der Schweiz des Bundesamts für Statistik:

### Interkantonale Fusionen
Per 1. Januar 2022:
- Clavaleyres (Kanton Bern) und Murten (Kanton Freiburg) zur Gemeinde Murten. Übertritt der Gemeinde Clavaleyres zum Kanton Freiburg.

### Aargau
Im Kanton Aargau haben sich
per 1. Januar 2002:
- die Gemeinden Mühlethal und Zofingen zur Gemeinde Zofingen zusammengeschlossen.

per 1. Januar 2006:
- die Gemeinden Oberehrendingen und Unterehrendingen zur Gemeinde Ehrendingen zusammengeschlossen;
- die Gemeinden Stilli und Villigen zur Gemeinde Villigen zusammengeschlossen.

per 1. Januar 2010:
- die Gemeinden Aarau und Rohr (AG) zur Gemeinde Aarau zusammengeschlossen;
- die Gemeinden Hilfikon und Villmergen zur Gemeinde Villmergen zusammengeschlossen;
- die Gemeinden Brugg und Umiken zur Gemeinde Brugg zusammengeschlossen;
- die Gemeinden Etzgen, Hottwil, Mettau, Oberhofen (AG) und Wil (AG) zur Gemeinde Mettauertal zusammengeschlossen;
- die Gemeinden Ittenthal und Kaisten zur Gemeinde Kaisten zusammengeschlossen;
- die Gemeinden Laufenburg und Sulz (AG) zur Gemeinde Laufenburg zusammengeschlossen.[21]

per 1. Januar 2012:
- die Gemeinden Benzenschwil und Merenschwand zur Gemeinde Merenschwand zusammengeschlossen.[22]

per 1. Januar 2013:
- die Gemeinden Gallenkirch, Linn, Oberbözberg und Unterbözberg zur Gemeinde Bözberg zusammengeschlossen.[23]

per 1. Januar 2014:
- die Gemeinden Bremgarten (AG) und Hermetschwil-Staffeln zur Gemeinde Bremgarten zusammengeschlossen;
- die Gemeinden Oberflachs und Schinznach-Dorf zur Gemeinde Schinznach zusammengeschlossen;
- die Gemeinden Endingen und Unterendingen zur Gemeinde Endingen zusammengeschlossen.[24]

per 1. Januar 2018:
- die Gemeinden Lupfig und Scherz zur Gemeinde Lupfig zusammengeschlossen.[25]

per 1. Januar 2019:
- die Gemeinden Attelwil und Reitnau zur Gemeinde Reitnau zusammengeschlossen.[26]

per 1. Januar 2020:
- die Gemeinden Brugg und Schinznach-Bad zur Gemeinde Brugg zusammengeschlossen.[27]

per 1. Januar 2022:
- die Gemeinden Bad Zurzach, Baldingen, Böbikon, Kaiserstuhl, Rekingen, Rietheim, Rümikon und Wislikofen zur Gemeinde Zurzach zusammengeschlossen;
- die Gemeinden Bözen, Effingen, Elfingen und Hornussen zur Gemeinde Böztal zusammengeschlossen.

per 1. Januar 2023:
- die Gemeinden Burg und Menziken zur Gemeinde Menziken zusammengeschlossen;
- die Gemeinden Herznach und Ueken zur Gemeinde Herznach-Ueken zusammengeschlossen.

per 1. Januar 2024:
- die Gemeinden Baden und Turgi zur Gemeinde Baden zusammengeschlossen.

### Appenzell Innerrhoden
Im Kanton Appenzell Innerrhoden haben sich
per 1. Mai 2022:
- die Bezirke Rüte und Schwende zum Bezirk Schwende-Rüte zusammengeschlossen.

### Bern
Im Kanton Bern haben sich
per 1. Januar 2004:
- die Gemeinden Englisberg und Zimmerwald zur Gemeinde Wald (BE) zusammengeschlossen;
- die Gemeinden Niederwichtrach und Oberwichtrach zur Gemeinde Wichtrach zusammengeschlossen.

per 1. Januar 2007:
- die Gemeinden Gutenburg und Madiswil zur Gemeinde Madiswil zusammengeschlossen;
- die Gemeinden Forst und Längenbühl zur Gemeinde Forst-Längenbühl zusammengeschlossen.[28]

per 1. Januar 2008:
- die Gemeinden Herzogenbuchsee und Oberönz zur Gemeinde Herzogenbuchsee zusammengeschlossen.[29]

per 1. Januar 2009:
- die Gemeinden Riggisberg und Rüti bei Riggisberg zur Gemeinde Riggisberg zusammengeschlossen;
- die Gemeinden Heimenhausen, Röthenbach bei Herzogenbuchsee und Wanzwil zur Gemeinde Heimenhausen zusammengeschlossen.[30]

per 1. Januar 2010:
- die Gemeinden Aeschlen und Oberdiessbach zur Gemeinde Oberdiessbach zusammengeschlossen;
- die Gemeinden Ballmoos und Jegenstorf zur Gemeinde Jegenstorf zusammengeschlossen;
- die Gemeinden Tüscherz-Alfermée und Twann zur Gemeinde Twann-Tüscherz zusammengeschlossen;
- die Gemeinden Langenthal und Untersteckholz zur Gemeinde Langenthal zusammengeschlossen.[21]

per 1. Januar 2011:
- die Gemeinden Madiswil, Kleindietwil und Leimiswil zur Gemeinde Madiswil zusammengeschlossen;
- die Gemeinden Lyss und Busswil bei Büren zur Gemeinde Lyss zusammengeschlossen;
- die Gemeinden Albligen und Wahlern zur Gemeinde Schwarzenburg zusammengeschlossen;
- die Gemeinden Bettenhausen und Bollodingen zur Gemeinde Bettenhausen zusammengeschlossen.[31]

per 1. Januar 2012:
- die Gemeinden Belp und Belpberg zur Gemeinde Belp zusammengeschlossen.[22]

per 1. Januar 2013:
- die Gemeinden Ruppoldsried und Rapperswil BE zur Gemeinde Rapperswil zusammengeschlossen;
- die Gemeinden Kallnach und Niederried bei Kallnach zur Gemeinde Kallnach zusammengeschlossen;
- die Gemeinden Trimstein und Münsingen zur Gemeinde Münsingen zusammengeschlossen.[23]

per 1. Januar 2014:
- die Gemeinden Büren zum Hof, Etzelkofen, Fraubrunnen, Grafenried, Limpach, Mülchi, Schalunen und Zauggenried zur Gemeinde Fraubrunnen zusammengeschlossen;
- die Gemeinden Bleiken bei Oberdiessbach und Oberdiessbach zur Gemeinde Oberdiessbach zusammengeschlossen;
- die Gemeinden Plagne und Vauffelin zur Gemeinde Sauge zusammengeschlossen;
- die Gemeinden Diesse, Lamboing und Prêles zur Gemeinde Plateau de Diesse zusammengeschlossen;
- die Gemeinden Höfen bei Thun, Niederstocken, Oberstocken zur Gemeinde Stocken-Höfen zusammengeschlossen;
- die Gemeinden Gadmen und Innertkirchen zur Gemeinde Innertkirchen zusammengeschlossen;
- die Gemeinden Kienersrüti und Uttigen zur Gemeinde Uttigen zusammengeschlossen;
- die Gemeinden Jegenstorf, Münchringen und Scheunen zur Gemeinde Jegenstorf zusammengeschlossen.[24]

per 1. Januar 2015:
- die Gemeinden La Heutte und Péry zur Gemeinde Péry-La Heutte zusammengeschlossen;
- die Gemeinden Bévilard, Malleray und Pontenet zur Gemeinde Valbirse zusammengeschlossen;
- die Gemeinden Châtelat, Monible, Sornetan und Souboz zur Gemeinde Petit-Val zusammengeschlossen.[32]

per 1. Januar 2016:
- die Gemeinden Ersigen, Niederösch und Oberösch zur Gemeinde Ersigen zusammengeschlossen;
- die Gemeinden Bangerten und Rapperswil zur Gemeinde Rapperswil zusammengeschlossen;
- die Gemeinden Seeberg und Hermiswil zur Gemeinde Seeberg zusammengeschlossen.[33]

per 1. Januar 2017:
- die Gemeinden Münsingen und Tägertschi zur Gemeinde Münsingen zusammengeschlossen.[34]

per 1. Januar 2018:
- die Gemeinden Gelterfingen, Kirchdorf, Mühledorf und Noflen zur Gemeinde Kirchdorf zusammengeschlossen;
- die Gemeinden Grosshöchstetten und Schlosswil zur Gemeinde Grosshöchstetten zusammengeschlossen.[25]

per 1. Januar 2019:
- die Gemeinden Kallnach und Golaten zur Gemeinde Kallnach zusammengeschlossen.[26]

per 1. Januar 2020:
- die Gemeinden Kirchenthurnen, Lohnstorf und Mühlethurnen zur Gemeinde Thurnen zusammengeschlossen;
- die Gemeinden Niederbipp und Wolfisberg zur Gemeinde Niederbipp zusammengeschlossen;
- die Gemeinden Schwendibach und Steffisburg zur Gemeinde Steffisburg zusammengeschlossen.[27]

per 1. Januar 2021:
- die Gemeinden Langenthal und Obersteckholz zur Gemeinde Langenthal zusammengeschlossen;
- die Gemeinden Hindelbank und Mötschwil zur Gemeinde Hindelbank zusammengeschlossen;
- die Gemeinden Riggisberg und Rümligen zur Gemeinde Riggisberg zusammengeschlossen.

per 1. Januar 2023:
- die Gemeinden Diemerswil und Münchenbuchsee zur Gemeinde Münchenbuchsee zusammengeschlossen.

per 1. Januar 2024:
- die Gemeinden Reutigen und Zwieselberg zur Gemeinde Reutigen zusammengeschlossen;
- die Gemeinden Wangen an der Aare und Wangenried zur Gemeinde Wangen an der Aare zusammengeschlossen.

### Freiburg
Im Kanton Freiburg haben sich
per 1. Januar 2000:
- die Gemeinden Corsalettes und Grolley zur Gemeinde Grolley zusammengeschlossen;
- die Gemeinden Gurmels und Kleingurmels zur Gemeinde Gurmels zusammengeschlossen.
- die Gemeinden Montagny-la-Ville und Montagny-les-Monts zur Gemeinde Montagny (FR) zusammengeschlossen.

per 1. Januar 2001:
- die Gemeinden Avry-sur-Matran und Corjolens zur Gemeinde Avry zusammengeschlossen;
- die Gemeinden Maules, Romanens, Rueyres-Treyfayes und Sâles zur Gemeinde Sâles zusammengeschlossen;
- die Gemeinden Bionnens, Mossel, Ursy und Vauderens zur Gemeinde Ursy zusammengeschlossen;
- die Gemeinden Gillarens, Promasens und Rue zur Gemeinde Rue zusammengeschlossen;
- die Gemeinden Lentigny, Lovens und Onnens (FR) wurden zur Gemeinde La Brillaz zusammengeschlossen;
- die Gemeinden Chavannes-sous-Orsonnens, Orsonnens, Villargiroud und Villarsiviriaux wurden zur Gemeinde Villorsonnens zusammengeschlossen;
- die Gemeinden Marsens und Vuippens zur Gemeinde Marsens zusammengeschlossen;
- die Gemeinden Ecuvillens und Posieux wurden zur Gemeinde Hauterive (FR) zusammengeschlossen.
Infolge dieses Zusammenschlusses hat die Gemeinde Hauterive im Kanton Neuenburg auf den 1. Juni 2001 ihren Namen auf Hauterive (NE) angepasst.

per 1. Januar 2002:
- die Gemeinden Albeuve, Lessoc, Montbovon und Neirivue zur Gemeinde Haut-Intyamon zusammengeschlossen.

per 1. Januar 2003:
- die Gemeinden Avry-devant-Pont, Le Bry und Gumefens zur Gemeinde Pont-en-Ogoz zusammengeschlossen;
- die Gemeinden Gurmels, Guschelmuth, Liebistorf und Wallenbuch zur Gemeinde Gurmels zusammengeschlossen;
- die Gemeinden Les Ecasseys, Estévenens, La Joux, Lieffrens, La Magne, Sommentier, Villariaz und Vuisternens-devant-Romont zur Gemeinde Vuisternens-devant-Romont zusammengeschlossen;
- die Gemeinden Courtaman und Courtepin zur Gemeinde Courtepin zusammengeschlossen;
- die Gemeinden Estavayer-le-Gibloux, Rueyres-Saint-Laurent, Villarlod und Villarsel-le-Gibloux zur Gemeinde Le Glèbe zusammengeschlossen;
- die Gemeinden Bonnefontaine, Essert (FR), Montévraz, Oberried (FR), Praroman und Zénauva zur Gemeinde Le Mouret zusammengeschlossen.

per 1. Januar 2004:
- die Gemeinden Bouloz, Pont (Veveyse) und Porsel zur Gemeinde Le Flon zusammengeschlossen;
- die Gemeinden Mannens-Grandsivaz und Montagny (FR) zur Gemeinde Montagny (FR) zusammengeschlossen;
- die Gemeinden Besencens, Fiaugères und Saint-Martin (FR) zur Gemeinde Saint-Martin (FR) zusammengeschlossen;
- die Gemeinden La Corbaz, Cormagens und Lossy-Formangueires zur Gemeinde La Sonnaz zusammengeschlossen;
- die Gemeinden Berlens und Mézières (FR) zur Gemeinde Mézières (FR) zusammengeschlossen;
- die Gemeinden Middes und Torny-le-Grand zur Gemeinde Torny zusammengeschlossen;
- die Gemeinden Aumont, Frasses, Granges-de-Vesin und Montet (Broye) zur Gemeinde Les Montets zusammengeschlossen;
- die Gemeinden Enney, Estavannens und Villars-sous-Mont zur Gemeinde Bas-Intyamon zusammengeschlossen;
- die Gemeinden Chavannes-les-Forts, Prez-vers-Siviriez, Siviriez und Villaraboud zur Gemeinde Siviriez zusammengeschlossen;
- die Gemeinden La Neirigue und Vuisternens-devant-Romont zur Gemeinde Vuisternens-devant-Romont zusammengeschlossen;
- die Gemeinden Le Crêt, Grattavache und Progens zur Gemeinde La Verrerie zusammengeschlossen.

per 1. Januar 2005:
- die Gemeinden Delley und Portalban zur Gemeinde Delley-Portalban zusammengeschlossen;
- die Gemeinden Chapelle (Broye) und Cheiry zur Gemeinde Cheiry zusammengeschlossen;
- die Gemeinden Cordast und Gurmels zur Gemeinde Gurmels zusammengeschlossen;
- die Gemeinden Cugy (FR) und Vesin zur Gemeinde Cugy FR zusammengeschlossen;
- die Gemeinden Praratoud und Surpierre zur Gemeinde Surpierre zusammengeschlossen;
- die Gemeinden Lussy (FR) und Villarimboud zur Gemeinde La Folliaz zusammengeschlossen.

per 1. Januar 2006:
- die Gemeinden Botterens und Villarbeney zur Gemeinde Botterens zusammengeschlossen;
- die Gemeinden Bulle und La Tour-de-Trême zur Gemeinde Bulle zusammengeschlossen;
- die Gemeinden Autavaux, Forel (FR) und Montbrelloz zur Gemeinde Vernay zusammengeschlossen;
- die Gemeinden Esmonts und Vuarmarens zur Gemeinde Vuarmarens zusammengeschlossen;
- die Gemeinden Bollion, Lully (FR) und Seiry zur Gemeinde Lully (FR) zusammengeschlossen;
- die Gemeinden Agriswil und Ried bei Kerzers zur Gemeinde Ried bei Kerzers zusammengeschlossen.

per 1. Januar 2011:
- die Gemeinden Corbières und Villarvolard zur Gemeinde Corbières zusammengeschlossen.[31]

per 1. Januar 2012:
- die Gemeinden Estavayer-le-Lac und Font zur Gemeinde Estavayer-le-Lac zusammengeschlossen;
- die Gemeinden Ursy und Vuarmarens zur Gemeinde Ursy zusammengeschlossen.[22]

per 1. Januar 2013:
- die Gemeinden Büchslen und Murten zur Gemeinde Murten zusammengeschlossen.[23]

per 1. Januar 2014:
- die Gemeinden Cerniat und Charmey zur Gemeinde Val-de-Charmey zusammengeschlossen.[24]

per 1. Januar 2016:
- die Gemeinden Autafond und Belfaux zur Gemeinde Belfaux zusammengeschlossen;
- die Gemeinden Bas-Vully und Haut-Vully zur Gemeinde Mont-Vully zusammengeschlossen;
- die Gemeinden Corpataux-Magnedens, Farvagny, Rossens, Le Glèbe und Vuisternens-en-Ogoz zur Gemeinde Gibloux zusammengeschlossen;
- die Gemeinden Courlevon, Jeuss, Lurtigen, Murten und Salvenach zur Gemeinde Murten zusammengeschlossen;
- die Gemeinden Domdidier, Dompierre, Léchelles und Russy zur Gemeinde Belmont-Broye zusammengeschlossen.[33]

per 1. Januar 2017:
- die Gemeinden Bussy, Estavayer-le-Lac, Morens, Murist, Rueyres-les-Prés, Vuissens und Vernay zur Gemeinde Estavayer zusammengeschlossen;
- die Gemeinden Châbles und Cheyres zur Gemeinde Cheyres-Châbles zusammengeschlossen;
- die Gemeinden Surpierre und Villeneuve zur Gemeinde Surpierre zusammengeschlossen;
- die Gemeinden Chésopelloz und Corminboeuf zur Gemeinde Corminboeuf zusammengeschlossen;
- die Gemeinden Barberêche, Courtepin, Villarepos und Wallenried zur Gemeinde Courtepin zusammengeschlossen;
- die Gemeinden Oberschrot, Plaffeien und Zumholz zur Gemeinde Plaffeien zusammengeschlossen.[34]

per 1. Januar 2020:
- die Gemeinden La Folliaz und Villaz-Saint-Pierre zur Gemeinde Villaz zusammengeschlossen;
- die Gemeinden Corserey, Noréaz und Prez-vers-Noréaz zur Gemeinde Prez zusammengeschlossen.[27]

per 1. Januar 2021:
- die Gemeinden Alterswil, St. Antoni und Tafers zur Gemeinde Tafers zusammengeschlossen;
- die Gemeinden Arconciel, Ependes und Senèdes zur Gemeinde Bois-d’Amont zusammengeschlossen;
- die Gemeinden Cheiry und Surpierre zur Gemeinde Surpierre zusammengeschlossen.

per 1. Januar 2022:
- der Zusammenschluss der Gemeinden Galmiz, Gempenach und Murten (einschliesslich der bernischen Gemeinde Clavaleyres) zur Gemeinde Murten.

per 1. Januar 2025:
- der Zusammenschluss der Gemeinden Auboranges, Chapelle, Ecublens und Rue zur Gemeinde Rue;
- der Zusammenschluss der Gemeinden Grolley und Ponthaux zur Gemeinde Grolley-Ponthaux;
- der Zusammenschluss der Gemeinden Montet und Ursy zur Gemeinde Ursy.

### Glarus
Im Kanton Glarus haben sich
per 1. Januar 2004:
- die Gemeinden Diesbach, Hätzingen und Luchsingen zur Gemeinde Luchsingen zusammengeschlossen.

per 1. Juli 2006:
- die Gemeinden Haslen, Leuggelbach und Nidfurn zur Gemeinde Haslen zusammengeschlossen.[28]

per 1. Januar 2011 (im Rahmen der Glarner Gemeindereform):
- die Gemeinden Glarus, Ennenda, Netstal und Riedern zur Gemeinde Glarus zusammengeschlossen;
- die Gemeinden Bilten, Filzbach, Mollis, Mühlehorn, Näfels, Niederurnen, Oberurnen und Obstalden zur Gemeinde Glarus Nord zusammengeschlossen;
- die Gemeinden Betschwanden, Braunwald, Elm, Engi, Haslen, Linthal, Luchsingen, Matt, Mitlödi, Rüti (GL), Schwanden (GL), Schwändi und Sool zur neuen Gemeinde Glarus Süd zusammengeschlossen.[31]

### Graubünden
Im Kanton Graubünden haben sich
per 1. Januar 2002:
- die Gemeinden Camuns, Surcasti, Tersnaus und Uors-Peiden zur Gemeinde Suraua zusammengeschlossen.

per 1. Januar 2003:
- die Gemeinden Donat und Patzen-Fardün zur Gemeinde Donat zusammengeschlossen. Der Ortsname Donath wurde zu Donat, der Ortsname Patzen zu Pazen und der Ortsname Fardün zu Farden.

per 1. Januar 2006:
- die Gemeinden Medels im Rheinwald und Splügen zur Gemeinde Splügen zusammengeschlossen.

per 1. Januar 2007:
- die Gemeinden St. Antönien und St. Antönien Ascharina zur neuen Gemeinde St. Antönien zusammengeschlossen.

per 1. Januar 2008:
- die Gemeinden Ausserferrera und Innerferrera zur Gemeinde Ferrera zusammengeschlossen;
- die Gemeinden Pagig und St. Peter zur Gemeinde St. Peter-Pagig zusammengeschlossen;
- die Gemeinden Says und Trimmis zur Gemeinde Trimmis zusammengeschlossen.[29]

per 1. Januar 2009:
- die Gemeinden Davos und Wiesen zur Gemeinde Davos zusammengeschlossen;
- die Gemeinden Feldis/Veulden, Scheid, Trans und Tumegl/Tomils zur Gemeinde Tomils im Domleschg zusammengeschlossen;
- die Gemeinden im Val Müstair (Fuldera, Lü, Müstair, Santa Maria Val Müstair, Tschierv und Valchava) zur ersten Talgemeinde im Kanton Graubünden fusioniert;
- die Gemeinden Flond und Surcuolm zur Gemeinde Mundaun zusammengeschlossen;
- die Gemeinden Praden und Tschiertschen zur Gemeinde Tschiertschen-Praden zusammengeschlossen;
- die Gemeinden Andeer, Clugin und Pignia zur Gemeinde Andeer fusioniert.[30]

per 1. Januar 2010:
- die Gemeinden Bondo, Castasegna, Soglio, Stampa und Vicosoprano im Bergell zur Gemeinde Bregaglia zusammengeschlossen (nach dem italienischen Namen des Tals);
- die Gemeinden Cazis, Portein, Präz, Sarn und Tartar zur Gemeinde Cazis zusammengeschlossen;
- die Gemeinden Churwalden, Malix und Parpan zur Gemeinde Churwalden zusammengeschlossen.[21]

per 1. Januar 2011:
- die Gemeinden Grüsch, Fanas und Valzeina zur Gemeinde Grüsch zusammengeschlossen.[31]

per 1. Januar 2012:
- die Gemeinden Igis und Mastrils zur Gemeinde Landquart zusammengeschlossen;
- die Gemeinden Schlans und Trun zur Gemeinde Trun zusammengeschlossen.[22]

per 1. Januar 2013:
- die Gemeinden Valendas, Versam, Safien und Tenna zur Gemeinde Safiental zusammengeschlossen;
- die Gemeinden Ramosch und Tschlin zur Gemeinde Valsot zusammengeschlossen;
- die Gemeinden Cumbel, Degen, Lumbrein, Morissen, Suraua, Vignogn, Vella und Vrin zur Gemeinde Lumnezia zusammengeschlossen;
- die Gemeinden Arosa, Calfreisen, Castiel, Langwies, Lüen, Molinis, Peist und St. Peter-Pagig zur Gemeinde Arosa zusammengeschlossen.[23]

per 1. Januar 2014:
- die Gemeinden Castrisch, Duvin, Ilanz, Ladir, Luven, Pigniu, Pitasch, Riein, Rueun, Ruschein, Schnaus, Sevgein und Siat zur Gemeinde Ilanz/Glion zusammengeschlossen.[24]

per 1. Januar 2015:
- die Gemeinden Alvaneu, Alvaschein, Brienz/Brinzauls, Mon, Surava, Stierva und Tiefencastel zur Gemeinde Albula/Alvra zusammengeschlossen;
- die Gemeinden St. Martin und Vals zur Gemeinde Vals zusammengeschlossen;
- die Gemeinden Almens, Paspels, Pratval, Rodels und Tomils zur Gemeinde Domleschg zusammengeschlossen;
- die Gemeinden Ardez, Ftan, Guarda, Scuol, Sent und Tarasp zur Gemeinde Scuol zusammengeschlossen;
- die Gemeinden Lavin, Susch, Zernez zur Gemeinde Zernez zusammengeschlossen;
- die Gemeinden Arvigo, Braggio, Cauco und Selma zur Gemeinde Calanca zusammengeschlossen.[32]

per 1. Januar 2016:
- die Gemeinden Bivio, Cunter, Marmorera, Mulegns, Riom-Parsonz, Salouf, Savognin, Sur und Tinizong-Rona zur Gemeinde Surses zusammengeschlossen;
- die Gemeinden Luzein und St. Antönien zur Gemeinde Luzein zusammengeschlossen;
- die Gemeinden Klosters-Serneus und Saas im Prättigau zur Gemeinde Klosters-Serneus zusammengeschlossen;
- die Gemeinden Obersaxen und Mundaun zur Gemeinde Obersaxen Mundaun zusammengeschlossen.[33]

per 1. Januar 2017:
- die Gemeinden Grono, Leggia und Verdabbio zur Gemeinde Grono zusammengeschlossen.[34]

per 1. Januar 2018:
- die Gemeinden Mutten und Thusis zur Gemeinde Thusis zusammengeschlossen;
- die Gemeinden Bergün/Bravuogn und Filisur zur Gemeinde Bergün Filisur zusammengeschlossen;
- die Gemeinden Andiast, Breil/Brigels und Waltensburg/Vuorz zur Gemeinde Breil/Brigels zusammengeschlossen.[25]

per 1. Januar 2019:
- die Gemeinden Hinterrhein, Nufenen und Splügen zur Gemeinde Rheinwald zusammengeschlossen.[26]

per 1. Januar 2020:
- die Gemeinden Chur und Maladers zur Gemeinde Chur zusammengeschlossen.[27]

per 1. Januar 2021:
- die Gemeinden Casti-Wergenstein, Donat, Lohn und Mathon zur Gemeinde Muntogna da Schons zusammengeschlossen;
- die Gemeinden Chur und Haldenstein zur Gemeinde Chur zusammengeschlossen.

per 1. Januar 2025:
- der Zusammenschluss der Gemeinden Chur und Tschiertschen-Praden zur Gemeinde Chur.

### Jura
Im Kanton Jura haben sich
per 1. Januar 2009:
- die Gemeinden Montfavergier und Montfaucon zur Gemeinde Montfaucon zusammengeschlossen;
- die Gemeinden Goumois, Les Pommerats und Saignelégier zur Gemeinde Saignelégier zusammengeschlossen;
- die Gemeinden Buix, Courtemaîche und Montignez zur neuen Gemeinde Basse-Allaine zusammengeschlossen;
- die Gemeinden Chevenez, Damvant, Réclère und Roche-d’Or zur neuen Gemeinde Haute-Ajoie zusammengeschlossen;
- die Gemeinden Epauvillers, Epiquerez, Montenol, Montmelon, Ocourt, Saint-Ursanne und Seleute zur neuen Gemeinde Clos du Doubs zusammengeschlossen;
- die Gemeinden Muriaux und Le Peuchapatte zur Gemeinde Muriaux zusammengeschlossen;
- die Gemeinden Asuel, Charmoille, Fregiécourt, Miécourt und Pleujouse zur Gemeinde La Baroche zusammengeschlossen.[30]

per 1. Januar 2013:
- die Gemeinden Bassecourt, Courfaivre, Glovelier, Soulce und Undervelier zur Gemeinde Haute-Sorne zusammengeschlossen;
- die Gemeinden Montsevelier, Vermes und Vicques zur Gemeinde Val Terbi zusammengeschlossen;
- die Gemeinden Bressaucourt und Fontenais zur Gemeinde Fontenais zusammengeschlossen.[23]

per 1. Januar 2018:
- die Gemeinden Corban und Val Terbi zur Gemeinde Val Terbi zusammengeschlossen;
- die Gemeinden Haute-Ajoie und Rocourt zur Gemeinde Haute-Ajoie zusammengeschlossen.[25]

per 1. Januar 2019:
- die Gemeinden Courrendlin, Rebeuvelier und Vellerat zur Gemeinde Courrendlin zusammengeschlossen.[26]

per 1. Januar 2023:
- die Gemeinden Les Breuleux und La Chaux-des-Breuleux zur Gemeinde Les Breuleux zusammengeschlossen;
- die Gemeinden Damphreux und Lugnez zur Gemeinde Damphreux-Lugnez zusammengeschlossen.

per 1. Januar 2024:
- die Gemeinden Beurnevésin und Bonfol zur Gemeinde Basse-Vendline zusammengeschlossen.

### Luzern
Im Kanton Luzern haben sich
per 1. September 2004:
- die Gemeinden Beromünster und Schwarzenbach zur Gemeinde Beromünster zusammengeschlossen.

per 1. Januar 2005:
- die Gemeinden Herlisberg und Römerswil zur Gemeinde Römerswil zusammengeschlossen;
- die Gemeinden Kulmerau, Triengen und Wilihof zur Gemeinde Triengen zusammengeschlossen.

per 1. Januar 2006:
- die Gemeinden Buchs, Dagmersellen und Uffikon zur Gemeinde Dagmersellen zusammengeschlossen;
- die Gemeinden Ettiswil und Kottwil zur Gemeinde Ettiswil zusammengeschlossen;
- die Gemeinden Willisau Stadt und Willisau Land zur Stadt Willisau zusammengeschlossen;
- die Gemeinden Langnau bei Reiden, Reiden und Richenthal zur Gemeinde Reiden zusammengeschlossen.

per 1. Januar 2007:
- die Gemeinden Hohenrain und Lieli zur Gemeinde Hohenrain zusammengeschlossen.

per 1. Januar 2009:
- die Gemeinden Beromünster und Gunzwil zur Gemeinde Beromünster zusammengeschlossen;
- die Gemeinden im Hitzkirchertal Gelfingen, Hämikon, Hitzkirch, Mosen, Müswangen, Retschwil und Sulz zur neuen Gemeinde Hitzkirch zusammengeschlossen;
- die Gemeinden Triengen und Winikon zur Gemeinde Triengen zusammengeschlossen.[30]

per 1. Januar 2010:
- die Gemeinden Littau und Luzern zur Stadt Luzern zusammengeschlossen.[21]

per 1. Januar 2013:
- die Gemeinden Escholzmatt und Marbach zur Gemeinde Escholzmatt-Marbach zusammengeschlossen;
- die Gemeinden Ohmstal und Schötz zur Gemeinde Schötz zusammengeschlossen;
- die Gemeinden Beromünster und Neudorf zur Gemeinde Beromünster zusammengeschlossen;
- die Gemeinden Pfeffikon und Rickenbach zur Gemeinde Rickenbach zusammengeschlossen.[23]

per 1. Januar 2020:
- die Gemeinden Altishofen und Ebersecken zur Gemeinde Altishofen zusammengeschlossen.[27]

per 1. Januar 2021:
- die Gemeinden Altwis und Hitzkirch zur Gemeinde Hitzkirch zusammengeschlossen;
- die Gemeinden Gettnau und Willisau zur Gemeinde Willisau zusammengeschlossen.

per 1. Januar 2025:
- der Zusammenschluss der Gemeinden Honau und Root zur Gemeinde Root.

### Neuenburg
Im Kanton Neuenburg haben sich
per 1. Januar 2009:
- die Gemeinden Marin-Epagnier und Thielle-Wavre zur Gemeinde La Tène zusammengeschlossen;
- die Gemeinden Les Bayards, Boveresse, Buttes, Couvet, Fleurier, Môtiers, Noiraigue, Saint-Sulpice und Travers zur Gemeinde Val-de-Travers zusammengeschlossen.[30]

per 1. Januar 2013:
- die Gemeinden Boudevilliers, Cernier, Chézard-Saint-Martin, Coffrane, Dombresson, Engollon, Fenin-Vilars-Saules, Fontainemelon, Fontaines, Les Geneveys-sur-Coffrane, Les Hauts-Geneveys, Montmollin, Le Pâquier, Savagnier und Villiers zur Gemeinde Val-de-Ruz zusammengeschlossen;
- die Gemeinden Auvernier, Bôle und Colombier zur Gemeinde Milvignes zusammengeschlossen.[23]

per 1. Januar 2016:
- die Gemeinden Brot-Dessous und Rochefort zur Gemeinde Rochefort zusammengeschlossen.[33]

per 1. Januar 2018:
- die Gemeinden Bevaix, Fresens, Gorgier, Montalchez, Saint-Aubin-Sauges und Vaumarcus zur Gemeinde La Grande Béroche zusammengeschlossen.[25]

per 1. Januar 2021:
- die Gemeinden Corcelles-Cormondrèche, Neuchâtel, Peseux und Valangin zur Gemeinde Neuchâtel zusammengeschlossen;
- die Gemeinden Les Brenets und Le Locle zur Gemeinde Le Locle zusammengeschlossen.

per 1. Januar 2025:
- der Zusammenschluss der Gemeinden Enges, Hauterive, Saint-Blaise und La Tène zur Gemeinde Laténa.

### Schaffhausen
Im Kanton Schaffhausen haben sich
per 1. Januar 2004:
- die Gemeinden Barzheim und Thayngen zur Gemeinde Thayngen zusammengeschlossen.

per 1. Januar 2005:
- die Gemeinden Osterfingen und Wilchingen zur Gemeinde Wilchingen zusammengeschlossen.

per 1. Januar 2009:
- die Gemeinden Hemmental und Schaffhausen zur Gemeinde Schaffhausen zusammengeschlossen;
- die Gemeinden Altdorf, Bibern, Hofen, Opfertshofen und Thayngen zur neuen Gemeinde Thayngen zusammengeschlossen.[30]

per 1. Januar 2013:
- die Gemeinden Beringen und Guntmadingen zur Gemeinde Beringen zusammengeschlossen.[23]

### Solothurn
Im Kanton Solothurn haben sich
per 1. Januar 2003:
- die Einwohnergemeinde Metzerlen und die Bürgergemeinde Metzerlen zur Gemeinde Metzerlen-Mariastein zusammengeschlossen.

per 1. Januar 2006:
- die Gemeinden Niedererlinsbach und Obererlinsbach zur Gemeinde Erlinsbach (SO) zusammengeschlossen.

per 1. Januar 2010:
- die Gemeinden Balm bei Messen, Brunnenthal, Messen und Oberramsern zur Gemeinde Messen zusammengeschlossen.[21]

per 1. Januar 2011:
- die Gemeinden Niederwil (SO) und Riedholz zur Gemeinde Riedholz zusammengeschlossen.[31]

per 1. Januar 2012:
- die Gemeinden Aeschi (SO) und Steinhof zur Gemeinde Aeschi (SO) zusammengeschlossen.[22]

per 1. Januar 2013:
- die Gemeinden Lüsslingen und Nennigkofen zur Gemeinde Lüsslingen-Nennigkofen zusammengeschlossen;
- die Gemeinden Heinrichswil-Winistorf und Hersiwil zur Gemeinde Drei Höfe zusammengeschlossen.[23]

per 1. Januar 2014:
- die Gemeinden Aetigkofen, Aetingen, Bibern, Brügglen, Gossliwil, Hessigkofen, Küttigkofen, Kyburg-Buchegg, Mühledorf und Tscheppach zur Gemeinde Buchegg zusammengeschlossen.[24]

per 1. Januar 2021:
- die Gemeinden Gänsbrunnen und Welschenrohr zur Gemeinde Welschenrohr-Gänsbrunnen zusammengeschlossen;
- die Gemeinden Rohr und Stüsslingen zur Gemeinde Stüsslingen zusammengeschlossen.

per 1. Januar 2024:
- die Gemeinden Buchegg und Lüterswil-Gächliwil zur Gemeinde Buchegg zusammengeschlossen.

### St. Gallen
Im Kanton St. Gallen haben sich
per 1. Januar 2005:
- die Gemeinden Krummenau und Nesslau zur Gemeinde Nesslau-Krummenau zusammengeschlossen.

per 1. Januar 2007:
- die Gemeinden Jona und Rapperswil (SG) zur Stadt Rapperswil-Jona zusammengeschlossen.

per 1. Januar 2009:
- die Gemeinden Brunnadern, Mogelsberg und St. Peterzell zur Gemeinde Neckertal zusammengeschlossen.[30]

per 1. Januar 2010:
- die Gemeinden Alt St. Johann und Wildhaus zur Gemeinde Wildhaus-Alt St. Johann zusammengeschlossen.[21]

per 1. Januar 2013:
- die Gemeinden Bronschhofen und Wil zur Gemeinde Wil (SG) zusammengeschlossen;
- die Gemeinden Rieden, Ernetschwil und Gommiswald zur Gemeinde Gommiswald zusammengeschlossen;
- die Gemeinden Eschenbach, Goldingen und St. Gallenkappel zur Gemeinde Eschenbach zusammengeschlossen;
- die Gemeinden Bütschwil und Ganterschwil zur Gemeinde Bütschwil-Ganterschwil zusammengeschlossen;
- die Gemeinden Stein und Nesslau-Krummenau zur Gemeinde Nesslau zusammengeschlossen;
- die Gemeinden Krinau und Wattwil zur Gemeinde Wattwil zusammengeschlossen.[23]

per 1. Januar 2023:
- die Gemeinden Hemberg, Oberhelfenschwil und Neckertal zur Gemeinde Neckertal zusammengeschlossen.

### Tessin
Im Kanton Tessin haben sich
per 13. April 2001:
- die Gemeinden Auressio, Berzona und Loco zur Gemeinde Isorno zusammengeschlossen.

per 18. Oktober 2001:
- die Gemeinden Cagiallo, Lopagno, Roveredo Capriasca, Sala Capriasca, Tesserete und Vaglio zur Gemeinde Capriasca zusammengeschlossen. Die neue Gemeinde wurde dem Circolo di Tesserete zugeteilt, der neu Circolo di Capriasca heisst.

per 4. April 2004:
- die Gemeinden Castro, Corzoneso, Dongio, Largario, Leontica, Lottigna, Marolta, Ponto Valentino und Prugiasco zur Gemeinde Acquarossa zusammengeschlossen;
- die Gemeinden Bioggio, Bosco Luganese und Cimo zur Gemeinde Bioggio zusammengeschlossen;
- die Gemeinden Casima, Castel San Pietro, Monte und das Dorf Campora der Gemeinde Caneggio zur Gemeinde Castel San Pietro zusammengeschlossen;
- die Gemeinden Agra, Gentilino und Montagnola zur Gemeinde Collina d’Oro zusammengeschlossen;
- die Gemeinden Broglio, Brontallo, Fusio, Menzonio, Peccia und Prato-Sornico zur Gemeinde Lavizzara zusammengeschlossen;
- die Gemeinden Breganzona, Cureggia, Davesco-Soragno, Gandria, Lugano, Pambio-Noranco, Pazzallo, Pregassona und Viganello zur Gemeinde Lugano zusammengeschlossen;
- die Gemeinden Aurigeno, Coglio, Giumaglio, Lodano, Maggia, Moghegno und Someo zur Gemeinde Maggia zusammengeschlossen;
- die Gemeinden Mendrisio und Salorino zur Gemeinde Mendrisio zusammengeschlossen.

per 13. März 2005:
- die Gemeinden Arosio, Breno, Fescoggia, Mugena und Vezio zur Gemeinde Alto Malcantone zusammengeschlossen;
- die Gemeinden Cadenazzo und Robasacco zur Gemeinde Cadenazzo zusammengeschlossen.

per 29. Januar 2006:
- die Gemeinden Calonico, Chiggiogna, Faido und Rossura zur Gemeinde Faido zusammengeschlossen.[28] (Rechtskräftig gemäss den vom Bundesamt für Statistik herausgegebenen «Angekündigten Änderungen seit den Mutationsmeldungen 2005» – Ausgabe vom 16. Mai 2006). Die Gemeinden Cavagnago (84 Ew.), Mairengo (513 Ew.), Calpiogna (43 Ew.), Campello (59 Ew.), Anzonico (106 Ew.), Sobrio (85 Ew.) und Osco (125 Ew.) lehnten die Fusion ab – eine Zwangsfusion in absehbarer Zeit ist nicht auszuschliessen, da einige der Gemeinden kaum Ressourcen haben und z. T. vollständig vom Kanton abhängig sind.

per 22. Oktober 2006:
- die Gemeinden Aquila, Campo (Blenio), Ghirone, Olivone und Torre zur neuen Gemeinde Blenio zusammengeschlossen. Die Bevölkerung von Aquila hatte die Fusion abgelehnt. Im April 2006 wurde die Beschwerde der Gemeinde Aquila gegen die Zwangsfusion durch das Bundesgericht abgelehnt.
- die Gemeinden Bignasco, Cavergno und Cevio zur neuen Gemeinde Cevio zusammengeschlossen. Die Bevölkerung von Bignasco hatte die Fusion abgelehnt. Im April 2006 wurde die Beschwerde der Gemeinde Bignasco gegen die Zwangsfusion durch das Bundesgericht abgewiesen.

per 20. April 2008:
- die Gemeinden Cugnasco und Gerra (Verzasca) zur Gemeinde Cugnasco-Gerra zusammengeschlossen;
- die Gemeinden Avegno und Gordevio zur Gemeinde Avegno-Gordevio zusammengeschlossen;
- die Gemeinden Bidogno, Corticiasca, Lugaggia und Capriasca zur Gemeinde Capriasca zusammengeschlossen;
- die Gemeinden Bioggio und Iseo zur Gemeinde Bioggio zusammengeschlossen;
- die Gemeinden Barbengo, Carabbia und Villa Luganese in die Stadt Lugano zusammengeschlossen.[30]

per 5. April 2009:
- die Gemeinden Arzo, Capolago, Genestrerio, Mendrisio, Rancate und Tremona zur Gemeinde Mendrisio zusammengeschlossen.[21]

per 25. Oktober 2009:
- die Gemeinden Borgnone, Intragna, Palagnedra zur Gemeinde Centovalli zusammengeschlossen;
- die Gemeinden Bruzella, Cabbio, Caneggio (dieses ohne das Dorf Campora, das bereits 2004 mit Castel San Pietro fusioniert hatte), Morbio Superiore, Muggio und Sagno zur Gemeinde Breggia zusammengeschlossen.[21]

per 25. April 2010:
- die Gemeinden Caviano, Contone, Gerra (Gambarogno), Indemini, Magadino, Piazzogna, San Nazzaro, Sant’Abbondio und Vira (Gambarogno) zur Gemeinde Gambarogno zusammengeschlossen.[31]

per 21. November 2010:
- die Gemeinden Bironico, Camignolo, Medeglia, Rivera und Sigirino zur Gemeinde Monteceneri zusammengeschlossen.

per 1. April 2012:
- die Gemeinden Ludiano, Malvaglia und Semione zur Gemeinde Serravalle zusammengeschlossen;
- die Gemeinden Carabietta und Collina d’Oro zur Gemeinde Collina d’Oro zusammengeschlossen;
- die Gemeinden Anzonico, Calpiogna, Campello, Cavagnago, Chironico, Faido, Mairengo und Osco zur Gemeinde Faido zusammengeschlossen.[23]

per 14. April 2013:
- die Gemeinden Besazio, Ligornetto, Mendrisio und Meride zur Gemeinde Mendrisio zusammengeschlossen;
- die Gemeinden Bogno, Cadro, Carona, Certara, Cimadera, Lugano, Sonvico und Valcolla zur Gemeinde Lugano zusammengeschlossen;
- die Gemeinden Cavigliano, Tegna und Verscio zur Gemeinde Terre di Pedemonte zusammengeschlossen.[24]

per 10. April 2016:
- die Gemeinden Faido und Sobrio zur Gemeinde Faido zusammengeschlossen;
- die Gemeinden Gresso, Isorno, Mosogno, Onsernone und Vergeletto zur Gemeinde Onsernone zusammengeschlossen.[34]

per 2. April 2017:
- die Gemeinden Cresciano, Iragna, Lodrino und Osogna zur Gemeinde Riviera zusammengeschlossen;
- die Gemeinden Bellinzona, Camorino, Claro, Giubiasco, Gnosca, Gorduno, Gudo, Moleno, Monte Carasso, Pianezzo, Preonzo, Sant’Antonio und Sementina zur Gemeinde Bellinzona zusammengeschlossen.

per 18. Oktober 2020:
- die Gemeinden Brione (Verzasca), Corippo, Frasco, Lavertezzo Valle in der Gemeinde Lavertezzo, Sonogno, Vogorno und Gerra Valle in der Gemeinde Cugnasco-Gerra zur Gemeinde Verzasca zusammengeschlossen;
- der bisherige Gemeindeteil Riazzino der Gemeinde Lavertezzo bildet seitdem die komplette Gemeinde Lavertezzo.

per 18. April 2021:
- die Gemeinden Croglio, Monteggio, Ponte Tresa und Sessa zur Gemeinde Tresa zusammengeschlossen.

per 10. April 2022:
- die Gemeinden Maroggia, Melano und Rovio zur Gemeinde Val Mara zusammengeschlossen.

per 6. April 2025:
- die Gemeinden Bodio und Giornico zur Gemeinde Giornico zusammengeschlossen.
- die Gemeinden Prato und Quinto zur Gemeinde Quinto zusammengeschlossen.
- die Gemeinden Astano, Bedigliora, Curio, Miglieglia und Novaggio zur Gemeinde Lema zusammengeschlossen.

### Uri
per 1. Januar 2021 haben sich
- die Gemeinden Bauen und Seedorf zur Gemeinde Seedorf zusammengeschlossen.

### Waadt
Im Kanton Waadt haben sich
per 1. Januar 2002:
- die Gemeinden Champmartin und Cudrefin zur Gemeinde Cudrefin zusammengeschlossen.

per 1. Januar 2003:
- die Gemeinden Maracon und La Rogivue zur Gemeinde Maracon zusammengeschlossen.

per 1. Januar 2005:
- die Gemeinden Arrissoules und Rovray zur Gemeinde Rovray zusammengeschlossen.

per 1. Juli 2006:
- die Gemeinden Avenches und Donatyre zur Gemeinde Avenches zusammengeschlossen.
- die Gemeinden Rossens (VD), Sédeilles und Villarzel zur Gemeinde Villarzel zusammengeschlossen.[28]

per 1. Januar 2008:
- die Gemeinden Donneloye, Gossens und Mézery-près-Donneloye zur Gemeinde Donneloye zusammengeschlossen.[29]

per 1. Januar 2009:
- die Gemeinden Assens und Malapalud zur Gemeinde Assens zusammengeschlossen.[30]

per 1. Juli 2011:
- die Gemeinden Aubonne und Pizy zur Gemeinde Aubonne zusammengeschlossen;
- die Gemeinden Avenches und Oleyres zur Gemeinde Avenches zusammengeschlossen;
- die Gemeinden Bellerive, Chabrey, Constantine, Montmagny, Mur, Vallamand und Villars-le-Grand zur Gemeinde Vully-les-Lacs zusammengeschlossen (ohne die Gemeinde Cudrefin, welche die Fusion abgelehnt hatte);
- die Gemeinden Dommartin, Naz, Poliez-le-Grand und Sugnens zur Gemeinde Montilliez zusammengeschlossen;
- die Gemeinden Eclagnens, Goumoens-la-Ville und Goumoens-le-Jux zur Gemeinde Goumoëns zusammengeschlossen (ohne die ursprünglich beteiligte Gemeinde Penthéréaz);
- die Gemeinden Montaubion-Chardonney, Peney-le-Jorat, Sottens, Villars-Tiercelin und Villars-Mendraz zur Gemeinde Jorat-Menthue zusammengeschlossen (ohne die ursprünglich beteiligte Gemeinde Poliez-Pittet);
- die Gemeinden Fontanezier, Romairon, Vaugondry und Villars-Burquin zur Gemeinde Tévenon zusammengeschlossen;
- die Gemeinden Cully, Epesses, Grandvaux, Riex und Villette (Lavaux) zur Gemeinde Bourg-en-Lavaux zusammengeschlossen (bereits früher anvisiertes, jedoch im ersten Anlauf an der Urne gescheitertes Vorhaben);
- die Gemeinden Colombier, Echichens, Monnaz und Saint-Saphorin-sur-Morges zur Gemeinde Echichens zusammengeschlossen;
- die Gemeinden Lucens und Oulens-sur-Lucens zur Gemeinde Lucens zusammengeschlossen;
- die Gemeinden Cerniaz, Combremont-le-Grand, Combremont-le-Petit, Granges-près-Marnand, Marnand, Sassel, Seigneux und Villars-Bramard zur Gemeinde Valbroye zusammengeschlossen;
- die Gemeinden Gressy und Yverdon-les-Bains zur Gemeinde Yverdon-les-Bains zusammengeschlossen.[22]

per 1. Januar 2012:
- die Gemeinden Bussigny-sur-Oron, Châtillens, Chesalles-sur-Oron, Ecoteaux, Oron-la-Ville, Oron-le-Châtel, Palézieux, Les Tavernes, Les Thioleyres und Vuibroye zur Gemeinde Oron zusammengeschlossen (ohne die ursprünglich beteiligte Gemeinde Maracon);
- die Gemeinden Les Cullayes und Servion zur Gemeinde Servion zusammengeschlossen (Weiterführung des 2006 gescheiterten Projekt mit den Gemeinden Mézières und Montpreveyres);
- die Gemeinden Champvent, Essert-sous-Champvent und Villars-sous-Champvent zur Gemeinde Champvent zusammengeschlossen;
- die Gemeinden Donneloye und Prahins zur Gemeinde Donneloye zusammengeschlossen.[22]

per 1. Januar 2013:
- die Gemeinden Chapelle-sur-Moudon, Correvon, Denezy, Martherenges, Neyruz-sur-Moudon, Peyres-Possens, Saint-Cierges, Thierrens und Chanéaz zur Gemeinde Montanaire zusammengeschlossen.[23]

per 1. Juli 2016:
- die Gemeinden Carrouge, Ferlens und Mézières zur Gemeinde Jorat-Mézières zusammengeschlossen.[34]

per 1. Januar 2017:
- die Gemeinden Brenles, Chesalles-sur-Moudon, Cremin, Forel-sur-Lucens, Lucens und Sarzens zur Gemeinde Lucens zusammengeschlossen;
- die Gemeinden Chavornay, Corcelles-sur-Chavornay und Essert-Pittet zur Gemeinde Chavornay zusammengeschlossen.[34]

per 1. Januar 2021:
- die Gemeinden Aubonne und Montherod zur Gemeinde Aubonne zusammengeschlossen.

per 1. Juli 2021:
- die Gemeinden Apples, Bussy-Chardonney, Cottens, Pampigny, Reverolle und Sévery zur Gemeinde Hautemorges zusammengeschlossen.
- die Gemeinden Assens und Bioley-Orjulaz zur Gemeinde Assens zusammengeschlossen.

per 1. Januar 2022:
- die Gemeinden Blonay und Saint-Légier-La Chiésaz zur Gemeinde Blonay – Saint-Légier zusammengeschlossen;
- die Gemeinden Essertes und Oron zur Gemeinde Oron zusammengeschlossen.

### Wallis
Im Kanton Wallis haben sich
per 1. Januar 1973:
- die Gemeinden Brig, Brigerbad, Gamsen und Glis zur Gemeinde Brig-Glis zusammengeschlossen.

per 1. Oktober 2000:
- die Gemeinden Feschel und Guttet zur Gemeinde Guttet-Feschel zusammengeschlossen;
- die Gemeinden Biel (VS), Ritzingen und Selkingen zur Gemeinde Grafschaft zusammengeschlossen.

per 1. November 2003:
- die Gemeinden Goppisberg, Greich und Ried-Mörel zur Gemeinde Riederalp zusammengeschlossen.

per 1. Oktober 2004
- die Gemeinden Geschinen und Münster zur neuen Gemeinde Münster-Geschinen zusammengeschlossen;
- die Gemeinden Gluringen und Reckingen zur neuen Gemeinde Reckingen-Gluringen zusammengeschlossen;
- die Gemeinden Ausserbinn, Ernen, Mühlebach und Steinhaus zur neuen Gemeinde Ernen zusammengeschlossen (rückwirkend aufgrund Gerichtsentscheid, nachdem Ausserbinn sich gegen die Zwangsfusion zur Wehr gesetzt hatte).

per 1. Januar 2009
- die Gemeinden Ayer, Chandolin, Grimentz, Saint-Jean, Saint-Luc und Vissoie zur neuen Gemeinde Anniviers zusammengeschlossen;
- die Gemeinden Obergesteln, Oberwald und Ulrichen zur neuen Gemeinde Obergoms zusammengeschlossen;
- die Gemeinden Filet und Mörel zur neuen Gemeinde Mörel-Filet zusammengeschlossen;
- die Gemeinden Bratsch und Gampel zur neuen Gemeinde Gampel-Bratsch zusammengeschlossen;
- die Gemeinden Hohtenn und Steg zur neuen Gemeinde Steg-Hohtenn zusammengeschlossen.[30]

per 1. Januar 2011
- die Gemeinden Mase, Nax und Vernamiège zur neuen Gemeinde Mont-Noble zusammengeschlossen.[31]

per 1. Januar 2013:
- die Gemeinden Birgisch, Mund und Naters zur Gemeinde Naters zusammengeschlossen;
- die Gemeinden Turtmann und Unterems zur Gemeinde Turtmann-Unterems zusammengeschlossen;
- die Gemeinden Mex und Saint-Maurice zur Gemeinde Saint-Maurice zusammengeschlossen;
- die Gemeinden Erschmatt und Leuk zur Gemeinde Leuk zusammengeschlossen;
- die Gemeinden Sion und Salins zur Gemeinde Sion zusammengeschlossen.[23]

per 1. Januar 2014:
- die Gemeinden Betten und Martisberg zur Gemeinde Bettmeralp zusammengeschlossen.[24]

per 1. Januar 2017:
- die Gemeinden Blitzingen, Niederwald, Grafschaft, Münster-Geschinen und Reckingen-Gluringen zur Gemeinde Goms zusammengeschlossen;
- die Gemeinden Les Agettes und Sion zur Gemeinde Sion zusammengeschlossen;
- die Gemeinden Chermignon, Mollens, Montana und Randogne zur Gemeinde Crans-Montana zusammengeschlossen.[34]

per 1. Januar 2021:
- die Gemeinden Bagnes und Vollèges zur Gemeinde Val de Bagnes zusammengeschlossen;
- die Gemeinden Charrat und Martigny zur Gemeinde Martigny zusammengeschlossen;
- die Gemeinden Miège, Venthône und Veyras zur Gemeinde Noble-Contrée zusammengeschlossen.

### Zürich
Im Kanton Zürich haben sich
per 1. Januar 2014:
- die Gemeinden Wiesendangen und Bertschikon zur Gemeinde Wiesendangen zusammengeschlossen.[24]

per 1. Januar 2015:
- die Gemeinden Bauma und Sternenberg zur Gemeinde Bauma zusammengeschlossen.[32]

per 1. Januar 2016:
- die Gemeinden Illnau-Effretikon und Kyburg zur Gemeinde Illnau-Effretikon zusammengeschlossen.[33]

per 1. Januar 2018:
- die Gemeinden Hirzel und Horgen zur Gemeinde Horgen zusammengeschlossen;
- die Gemeinden Elgg und Hofstetten zur Gemeinde Elgg zusammengeschlossen.[25]

per 1. Januar 2019:
- die Gemeinden Oberstammheim, Unterstammheim und Waltalingen zur Gemeinde Stammheim zusammengeschlossen;[26]
- die Gemeinden Hütten, Schönenberg und Wädenswil zur Gemeinde Wädenswil zusammengeschlossen.[26]

per 1. Januar 2023:
- die Gemeinden Adlikon, Andelfingen und Humlikon zur Gemeinde Andelfingen zusammengeschlossen.

## Liste angekündigter Fusionen nach Kantonen
Die nachstehende Liste enthält sämtliche Fusionsvorhaben gemäss den Laufenden Projekten der Applikation der Schweizer Gemeinden des Bundesamts für Statistik.
Es gilt folgende Nomenklatur:
- Erste informelle Abklärungen, für die noch kein formelles Fusionsprojekt initialisiert ist, werden in der Liste des Bundesamts nicht aufgeführt.
- In Abklärung bedeutet, dass ein Fusionsprojekt initialisiert ist und vertiefte Abklärungen laufen. Der Eintrag in der Liste ist fakultativ (erfolgt nur, wenn dem BFS gemeldet)
- Beantragt bedeutet, dass Fusionsvorbereitungen im Gange sind, die Abstimmung bzw. der Entscheid der Gemeinden aber noch ausstehend ist. Solche Vorhaben sind in der offiziellen Liste des BFS einzutragen (inkl. neuer Name sofern bekannt).
- Beschlossen bedeutet, dass die Zustimmung zur Fusion erfolgt ist, die Genehmigung auf Stufe Kanton oder Bund aber noch aussteht. Es erfolgt die Vergabe einer BFS-Gemeindenummer, sofern der neue Name bekannt ist.
- Genehmigt bedeutet, dass alle Verfahren auf Stufe Kanton und Bund abgeschlossen, die Publikation im Bundesblatt (Gemeindename) erfolgt und der Eintrag im amtlichen Gemeindeverzeichnis vorbereitet ist.

### Aargau
Im Kanton Aargau sind folgende Fusionsvorhaben am Laufen:
Beschlossen zum 1. Januar 2026 ist:
- der Zusammenschluss der Gemeinden Brugg und Villnachern zur Gemeinde Brugg[35]

In Abklärung auf einen noch nicht festgelegten Zeitpunkt sind:
- der Zusammenschluss der Gemeinden Aarau und Unterentfelden zur Gemeinde Aarau;
- der Zusammenschluss der Gemeinden Endingen, Lengnau, Schneisingen und Tegerfelden.

### Bern
Im Kanton Bern ist folgendes Fusionsvorhaben am Laufen:
In Abklärung zum 1. Januar 2027 ist:
- der Zusammenschluss der Gemeinden Loveresse, Reconvilier und Saules.

### Freiburg
Im Kanton Freiburg sind folgende Fusionsvorhaben am Laufen:
Beschlossen per 1. Januar 2026 sind:
- der Zusammenschluss der Gemeinden Fétigny und Ménières zur Gemeinde Fétigny-Ménières;
- der Zusammenschluss der Gemeinden Gurmels und Ulmiz zur Gemeinde Gurmels.

### Jura
Im Kanton Jura ist folgendes Fusionsprojekt am Laufen:
In Abklärung auf einen noch nicht festgelegten Zeitpunkt ist:
- der Zusammenschluss der Gemeinden Bourrignon und Develier;

### Luzern
Im Kanton Luzern ist folgendes Fusionsvorhaben am Laufen:
In Abklärung zum 1. Januar 2027 ist:
- der Zusammenschluss der Gemeinden Greppen und Weggis zur Gemeinde Weggis.

### Neuenburg
Im Kanton Neuenburg ist folgendes Fusionsvorhaben am Laufen:
In Abklärung auf einen noch nicht festgelegten Zeitpunkt ist:
- der Zusammenschluss der Gemeinden Cornaux, Cressier, Le Landeron und Lignières

### Solothurn
Im Kanton Solothurn ist folgendes Fusionsvorhaben am Laufen:
In Abklärung zum 1. Januar 2026 ist:
- der Zusammenschluss der Gemeinden Halten, Kriegstetten und Oekingen zur Gemeinde Kriegstetten.

### Tessin
Im Kanton Tessin sind folgende Fusionsvorhaben am Laufen:
In Abklärung auf einen noch nicht festgelegten Zeitpunkt sind:
- der Zusammenschluss der Gemeinden Aranno, Bioggio, Neggio und Vernate zur Gemeinde Bioggio
- der Zusammenschluss der Gemeinden Balerna, Breggia, Chiasso, Morbio Inferiore und Vacallo
- der Zusammenschluss der Gemeinden Bosco/Gurin, Campo (Vallemaggia), Cerentino, Cevio und Linescio
- der Zusammenschluss der Gemeinden Lavertezzo und Locarno zur Gemeinde Locarno
- der Zusammenschluss der Gemeinden Morcote und Vico Morcote zur Gemeinde Morcote

### Waadt
Im Kanton Waadt sind derzeit folgende Fusionsvorhaben am Laufen:
Beschlossen per 1. Januar 2027 sind:
- der Zusammenschluss der Gemeinden L’Abbaye, Le Chenit und Le Lieu zur neuen Gemeinde La Vallée de Joux
- der Zusammenschluss der Gemeinden Lucens und Curtilles zur Gemeinde Lucens

In Abklärung auf einen noch nicht festgelegten Zeitpunkt sind:
- der Zusammenschluss der Gemeinden Gimel, Saint-Oyens und Saubraz zur Gemeinde Gimel;
- der Zusammenschluss der Gemeinden Mathod und Suscévaz zur neuen Gemeinde Mathod-Suscévaz.

### Wallis
Im Kanton Wallis sind derzeit folgende Fusionsvorhaben am Laufen:
Beschlossen per 1. Januar 2027 ist:
- der Zusammenschluss der Gemeinden Baltschieder, Eggerberg und Visp zur Gemeinde Visp.

In Abklärung auf einen noch nicht festgelegten Zeitpunkt sind:
- der Zusammenschluss der Gemeinden Bellwald, Fiesch und Lax;
- der Zusammenschluss der Gemeinden Port-Valais, Saint-Gingolph, Vionnaz und Vouvry.

### Zürich
Im Kanton Zürich ist folgendes Fusionsvorhaben am Laufen:
In Abklärung auf einen noch nicht festgelegten Zeitpunkt ist:
- der Zusammenschluss der Gemeinden Pfäffikon  und Wildberg  zur Gemeinde Pfäffikon.

## Liste der gescheiterten Fusionen

### Interkantonale Fusionen
Selten werden auch Fusionen zwischen Gemeinden verschiedener Kantone ins Auge gefasst.
- Die Vereinigung von Meierskappel (Kanton Luzern) und Risch (Kanton Zug) scheiterte am Nein der Rischer und dem Widerstand des Kantons Luzern.
- Die Vereinigung von Pfeffikon (Kanton Luzern) und Reinach (Kanton Aargau) wurde ebenfalls nicht weiterverfolgt.

### Aargau
Abgelehnt wurden
- die Vereinigung von Oberkulm und Unterkulm zur Gemeinde Kulm.
- die Vereinigung der Gemeinden Lenzburg und Niederlenz zur Gemeinde Lenzburg.
- die Vereinigung der Gemeinden Baden und Neuenhof zur Gemeinde Baden.[36]
- die Vereinigung der Gemeinden Bözen, Effingen, Elfingen, Hornussen und Zeihen.[37]
- die Vereinigung der Gemeinden Oberflachs, Schinznach-Bad, Schinznach-Dorf und Villnachern zur Gemeinde Schinznach. Auch die zuvor geplante Fusion dieser vier Gemeinden mit Veltheim zur Gemeinde Schenkenberg wurde abgelehnt.
- die Vereinigung der Gemeinden Brittnau, Strengelbach und Zofingen zur Gemeinde Zofingen.
- die Vereinigung der Gemeinden Birr und Birrhard zur Gemeinde Birr.
- die Vereinigung der Gemeinden Uerkheim und Zofingen zur Gemeinde Zofingen.
- die Vereinigung der Gemeinden Döttingen und Klingnau.
- die Vereinigung von Mumpf, Obermumpf, Schupfart und Stein zur Gemeinde Stein im Fricktal scheiterte 2015 am ablehnenden Entscheid der Gemeindeversammlung von Stein.[38]
- die Vereinigung von Killwangen und Spreitenbach scheiterte 2016.
- die Vereinigung von Berikon, Rudolfstetten-Friedlisberg und Widen.
- die Vereinigung der Gemeinden Aarau, Densbüren, Oberentfelden, Suhr und Unterentfelden scheiterte 2020 an der Urne.[39]
- die Vereinigung der Gemeinden Oberhof und Wölflinswil.[40]
- die Vereinigung der Gemeinden Birr und Lupfig.[41]

### Appenzell Ausserrhoden
Am 26. November 2023 wurde der Gegenvorschlag zur Volksinitiative «Starke Ausserrhoder Gemeinden», der verlangte, dass die 20 Gemeinden zu drei bis fünf zusammengeschlossen werden, vom Stimmvolk abgelehnt.

### Appenzell Innerrhoden
Abgelehnt wurden verschiedene Vorhaben zur Fusion aller Bezirke des Kantons oder zur Fusion der Bezirke des inneren Landesteils. Zuletzt wurde 2017 eine entsprechende Initiative an der Landsgemeinde abgelehnt.

### Basel-Landschaft
Abgelehnt wurde
- der Zusammenschluss der Gemeinden Arisdorf und Hersberg (am 26. November 2023, von Hersberg).[42]

### Bern
Abgelehnt wurden
- die Vereinigung der Gemeinden Malleray und Bévilard. Ablehnung durch Stimmberechtigte von Bévilard im Jahr 1999.
- die Vereinigung der Gemeinden Interlaken, Matten bei Interlaken und Unterseen. Die Stimmberechtigten von Matten und Unterseen haben im Jahr 2000 den für die Detailabklärungen erforderlichen Kredit abgelehnt. Am 17. Mai 2009 haben die Stimmberechtigten von Matten und Unterseen die Aufnahme von Fusionsabklärungen erneut abgelehnt.
- die Vereinigung der Gemeinden Freimettigen und Konolfingen. Die Stimmberechtigten von Freimettigen haben am 30. November 2006 die Fortsetzung der Fusionsverhandlungen abgelehnt.
- die Vereinigung der Gemeinden Ligerz, Twann und Tüscherz-Alfermée. Die Stimmberechtigten von Ligerz haben am 13. Dezember 2007 die Fortsetzung der Fusionsverhandlungen abgelehnt. Twann und Tüscherz-Alfermée fusionieren miteinander.
- die Vereinigung der Gemeinden Clavaleyres und Münchenwiler. Die Stimmberechtigten von Münchenwiler haben am 23. Mai 2008 beschlossen, die Fusionsabklärungen abzubrechen.[43]
- die Vereinigung der Gemeinden La Heutte, Orvin, Péry, Plagne, Vauffelin und Romont zur Gemeinde Rondchâtel. Die Stimmberechtigten von Péry und Orvin haben die Fusion am 1. Juni 2008 abgelehnt.[44]
- die Vereinigung der Gemeinden Rüderswil und Lauperswil. Die Stimmberechtigten von Lauperswil haben die Fortsetzung der Fusionsabklärungen am 17. Mai 2009 abgelehnt.[45]
- Zusammenschluss der Gemeinden Buchholterberg, Eriz, Fahrni, Homberg, Horrenbach-Buchen, Oberlangenegg, Schwendibach, Teuffenthal, Unterlangenegg und Wachseldorn. Die Fusion wurde in fünf der zehn Gemeinden abgelehnt. Neu sollen zwei unterschiedliche Fusionsprojekte vorangetrieben werden.[46]
- die Fusion von Diesse, Lamboing, Nods und Prêles zur Gemeinde Plateau de Diesse scheiterte im März 2012 an der Ablehnung der Stimmberechtigten von Nods.[47]
- die Vereinigung der Gemeinden Ferenbalm, Wileroltigen, Golaten, Kriechenwil, Gurbrü und Laupen scheiterte im Januar 2012. An den Gemeindeversammlungen stimmten nur Laupen und Kriechenwil zu.[48]
- der Zusammenschluss der Gemeinden Arch, Leuzigen und Rüti bei Büren[49], diese haben am 24. November 2013 über die Fortführung des Projekts abgestimmt. Einzig Rüti (59 % Ja)[50] sprach sich für die Fusion aus, Arch (63,6 % Nein)[51] und Leuzigen (84,9 % Nein)[52] stimmten klar dagegen. Am Projekt waren ursprünglich auch Büren an der Aare und Oberwil bei Büren beteiligt.[53]
- Der Zusammenschluss der Gemeinden Loveresse, Reconvilier, Saicourt, Tavannes und Tramelan zur Gemeinde Trois-Rivières.[54] In Volksabstimmungen am 9. Februar 2014 lehnten die Stimmberechtigten von vier der fünf Gemeinden die Fusion ab.[55]
- der Zusammenschluss der Gemeinden Bévilard, Champoz, Court, Malleray, Pontenet und Sorvilier zur Gemeinde Valbirse.[56] Champoz hat sich inzwischen aus dem Projekt zurückgezogen.[57] In Volksabstimmungen am 22. September 2013 stimmten die Stimmberechtigten von vier Gemeinden der Fusion zu, diejenigen von Court lehnten sie mit 58,4 % Nein ab.[58]
- der Zusammenschluss der Gemeinden Gelterfingen, Gerzensee, Kirchdorf, Mühledorf und Noflen.[59]
- der Zusammenschluss der Gemeinden Bätterkinden, Utzenstorf, Wiler bei Utzenstorf und Zielebach zur Gemeinde Landshut.
- der Zusammenschluss der Gemeinden Hermrigen, Jens und Merzligen.[60]
- der Zusammenschluss der Gemeinden Attiswil, Farnern, Niederbipp, Oberbipp, Rumisberg, Walliswil bei Niederbipp, Walliswil bei Wangen, Wangen an der Aare, Wangenried, Wiedlisbach und Wolfisberg. In der Grundsatzabstimmung vom 24. September 2017 haben sich sechs Gemeinden – darunter alle grösseren – gegen das Vorhaben ausgesprochen, das deshalb in diesem Perimeter nicht weitergeführt wird.[61]
- der Zusammenschluss der Gemeinden Corcelles, Crémines, Eschert und Grandval.
- der Zusammenschluss der Gemeinden Gurzelen und Seftigen im Jahr 2019.
- der Zusammenschluss der Gemeinden Forst-Längenbühl, Pohlern und Wattenwil zur Gemeinde Wattenwil im Jahr 2019.
- der Zusammenschluss der Gemeinden Cormoret, Courtelary, Renan, Saint-Imier und Sonvilier zur Gemeinde Erguël im Jahr 2020.
- der Zusammenschluss der Gemeinden Bern und Ostermundigen zur Gemeinde Bern scheiterte am 22. Oktober 2023 am Nein der Ostermundiger.[62]

### Freiburg
Abgelehnt wurden
- der Zusammenschluss der Gemeinden Autigny und La Brillaz.
- der Zusammenschluss der Gemeinden Billens-Hennens, Mézières und Romont zur Gemeinde Romont.
- der Zusammenschluss der Gemeinden Brünisried, Oberschrot, Plaffeien, Plasselb und Zumholz zur Gemeinde Plaffeien.
- der Zusammenschluss der Gemeinden Châtonnaye, Villaz-Saint-Pierre, Torny und La Folliaz zur Gemeinde Villaz.
- der Zusammenschluss der Gemeinden Chésopelloz, Corminboeuf, Givisiez und Granges-Paccot zur Gemeinde Englisbourg (FR).
- der Zusammenschluss der Gemeinden Cerniat, Charmey, Châtel-sur-Montsalvens und Crésuz zur Gemeinde Val-de-Charmey.
- der Zusammenschluss der Gemeinden Cugy, Fétigny, Ménières, Nuvilly und Les Montets zur Gemeinde Verdières.
- der Zusammenschluss der Gemeinden Giffers, St. Silvester und Tentlingen zur Gemeinde Giffers.
- der Zusammenschluss der Gemeinden Delley-Portalban, Gletterens und Vallon zur Gemeinde Portalban.
- der Zusammenschluss der Gemeinden Grolley und Ponthaux zur Gemeinde Grolley-Ponthaux.
- der Zusammenschluss der Gemeinden Avry, Belfaux, Corminboeuf, Freiburg, Givisiez, Granges-Paccot, Marly, Matran und Villars-sur-Glâne.
- der Zusammenschluss der Gemeinden Châtonnaye und Torny zur Gemeinde Châtonnaye-Torny.[63]

### Graubünden
- Die geplante Gemeindefusion aller Gemeinden des Kreises Surses im bündnerischen Oberhalbstein, welche mit 325 Quadratkilometern die flächengrösste Gemeinde der Schweiz geworden wäre, ist am Volkswillen gescheitert. Sie wurde am 10. März 2006 bei fünf von neun Gemeindeversammlungen abgelehnt. Einzig in Bivio, Mulegns, Riom-Parsonz und Savognin fand die Vorlage eine Mehrheit. Die stärkste Befürwortergemeinde war Savognin mit einem 86%igen Ja-Anteil. Obwohl die grösste Gemeinde sehr klar zustimmte, wurde das Quorum von 85 Prozent in der Oberhalbsteiner Bevölkerung dennoch deutlich verfehlt. Vorgesehen war, die Gemeinden Bivio, Cunter, Marmorera, Mulegns, Riom-Parsonz, Salouf, Savognin, Sur und Tinizong-Rona unter dem Namen Surses zusammenzuschliessen. Die Bündner Regierung hatte die erstmalige Fusion eines ganzen Kreises stark propagiert und hätte die fusionierte Gemeinde mit einem «Fusionsgeschenk» von 9,25 Millionen Franken aus der Kantonskasse unterstützt.
- Am 24. Februar 2008 scheiterte die Grossgemeinde Domleschg, welche den gesamten Kreis Domleschg mit zwölf Gemeinden umfasst hätte. Bereits 2006 hatten sich fünf Gemeinden gegen eine Grossfusion ausgesprochen.
- Gespräche über eine Fusion der Gemeinden im Albulatal blieben zunächst ohne konkrete Ergebnisse, was schliesslich zur Fusion der Gemeinde Wiesen mit der Landschaft Davos führte sowie sechs Jahre später zur Fusion der Gemeinden Alvaneu, Alvaschein, Brienz/Brinzauls, Mon, Stierva, Surava und Tiefencastel zur gemeinsamen Gemeinde Albula/Alvra.
- Der Zusammenschluss der Gemeinden Andiast, Waltensburg/Vuorz und Breil/Brigels wird als abgelehnt gemeldet.[64]
- Der geplante Zusammenschluss der Gemeinden Guarda, Lavin, Susch und Zernez zur Gemeinde Zernez kam nicht zustande, nachdem die Gemeindeversammlungen von Guarda und Zernez am 22. Juni 2012 knapp abgelehnt hatten.[65]
- Der Zusammenschluss der Gemeinden Hinterrhein, Nufenen, Splügen und Sufers zur Gemeinde Rheinwald scheiterte 2016.
- Der Zusammenschluss der Gemeinden Sumvitg und Trun scheiterte 2021.[66]
- Der Zusammenschluss der Gemeinden Falera, Laax, Sagogn und Schluein zur Gemeinde Laax scheiterte 2023 am Nein der Laaxer Bevölkerung.[67]

### Jura
Im Kanton Jura scheiterte folgendes Fusionsvorhaben:
- 2016: Die geplante Gemeindefusion der Gemeinden Bourrignon, Châtillon (JU), Courrendlin, Delsberg, Develier, Ederswiler, Mettembert, Movelier, Pleigne, Rebeuvelier, Rossemaison und Vellerat
- Der Zusammenschluss der Gemeinden Fontenais und Porrentruy.[68]

### Luzern
Im Kanton Luzern scheiterten folgende Fusionsvorhaben:
- 2003 kam der Zusammenschluss der Gemeinden Malters, Werthenstein und Wolhusen nicht zustande.
- Neudorf lehnte die Fusion mit Beromünster und Gunzwil ab.
- Am 21. Mai 2006 wurde die Fusion von den 10 Gemeinden Aesch, Altwis, Ermensee, Gelfingen, Hämikon, Hitzkirch, Mosen, Müswangen, Retschwil, Schongau, Sulz zu einer Gemeinde namens Hitzkirch in einer Abstimmung von den Stimmbürgern abgelehnt. Ohne Aesch, Schongau, Altwis und Ermensee ist die Fusion am 25. November 2007 zustande gekommen.
- Im November 2006 ist die auf Anfang 2008 geplante Vereinigung von Egolzwil und Wauwil zu Egolzwil-Wauwil am Widerstand der Stimmenden von Egolzwil gescheitert.
- Am 13. Juni 2010 lehnten die Stimmberechtigten die Fusion von Entlebuch, Flühli, Hasle und Schüpfheim zur Gemeinde Entlebuch ab.[69]
- Im Juni 2011 wurde das Fusionsprojekt von Beromünster, Neudorf, Pfeffikon und Rickenbach durch den Gemeinderat von Beromünster wegen Bedenken über die finanziellen Folgen abgebrochen.[70] Zwei Zweierfusionen (Beromünster/Neudorf und Pfeffikon/Rickenbach) wurden am 11. März 2012 von den Stimmbürgern angenommen.
- Am 19. Januar 2012 wurde das Abklärungsprojekt von Geuensee, Knutwil, Mauensee und Sursee durch die Gemeindeexekutiven abgebrochen.[71]
- Der erneute Versuch einer Vereinigung von Egolzwil und Wauwil zur Gemeinde Wauwil-Egolzwil wurde 2015 abgebrochen.[72]

### Neuenburg
- Am 17. Juni 2007 platzte im Kanton Neuenburg das Vorhaben, die Gemeinden im Val de Travers zu einer einzigen zu fusionieren. Die zwei kleinen Gemeinden La Côte-aux-Fées und Les Verrières verweigerten die Zustimmung mit 52,8 % bzw. 70,3 % Anteil Neinstimmen. Die restlichen neun Gemeinden haben am 24. Februar 2008 beschlossen, sich auf den 1. Januar 2009 zur Gemeinde Val-de-Travers zusammenzuschliessen.
- Am 9. Dezember 2007 scheiterte die Fusion der Gemeinden Corcelles-Cormondrèche und Peseux am Nein der Stimmberechtigten von Peseux.
- Am 15. Mai 2011 scheiterte die Fusion der Gemeinden Bevaix, Boudry und Cortaillod zur Gemeinde Pontareuse am Nein der Stimmberechtigten von Bevaix und Cortaillod.[73]
- 2016 scheiterte der Zusammenschluss der Gemeinden Corcelles-Cormondrèche, Neuchâtel, Peseux und Valangin zur Gemeinde Neuchâtel.
- Am 5. Juni 2016 scheiterte der Zusammenschluss der Gemeinden Cornaux, Cressier, Enges, La Tène, Lignières und Saint-Blaise zur Gemeinde Entre-deux-Lacs am Nein von Saint-Blaise. Die Stimmberechtigten der Gemeinde Le Landeron hatten sich schon vorher gegen eine Fusion ausgesprochen.[74]
- Am 26. November 2023 scheiterte der Zusammenschluss der Gemeinden Boudry, Cortaillod und Milvignes zur Gemeinde Basse-Areuse am Nein von Milvignes.

### Schaffhausen
- Im Kanton Schaffhausen scheiterte die geplante Verfassungsänderung zur Fusion der 34 Gemeinden zu 7 Einheitsgemeinden mit dem Projekt sh.auf bereits in der Vernehmlassung im Frühling 2005 an der eindeutig ablehnenden Reaktion der Gemeinderäte.
- Beim Projekt SWUK (Verein zur Struktur- und Wirtschaftsentwicklung Unterer Klettgau), zu dem die fünf Gemeinden Hallau, Neunkirch, Oberhallau, Trasadingen und Wilchingen im Bezirk Unterer Klettgau auserwählt wurden, zogen sich im Jahr 2005 Hallau und Unterhallau aufgrund von negativen Gemeindeversammlungsbeschlüssen aus dem Projekt zurück.
- Die restlichen drei Gemeinden formierten sich im Fusionsprojekt Chläggi neu, über das am 9. April 2008 an den drei Gemeindeversammlungen abgestimmt werden sollte. Am 27. Februar 2008 empfahlen jedoch die Gemeinderäte der drei Gemeinden der Bevölkerung in Zeitungsinseraten, das Fusionsprojekt abzulehnen.
- Der Zusammenschluss der Gemeinden Büttenhardt, Lohn und Stetten zur geplanten Gemeinde "Oberer Reiat" scheiterte 2018.[75]

### Solothurn
Im Kanton Solothurn sind folgende Fusionen abgelehnt worden:
- Ein Versuch des Kantons Solothurn, Kammersrohr nach Hubersdorf einzugemeinden, scheiterte bereits 1901 am Widerstand von Hubersdorf vor dem Bundesgericht.[76][77] 2015 wollte Kammersrohr Fusionsverhandlungen mit Feldbrunnen-St. Niklaus, Günsberg und Hubersdorf aufnehmen, diese wurden aber bald wieder abgebrochen.
- Balm bei Günsberg, Günsberg, Hubersdorf und Niederwil am 17. Juni 2009.[78]
- Olten mit Hauenstein-Ifenthal, Trimbach und Wisen am 17. Juni 2012.[79]
- 2016 die Fusion von Bättwil und Witterswil
- 2016 die Fusion von Biberist, Derendingen, Luterbach, Solothurn und Zuchwil[80]

### St. Gallen
Im Kanton St. Gallen scheiterten an der Urne
- der Zusammenschluss der Gemeinden Au, Balgach, Berneck, Widnau und Diepoldsau zur neuen Gemeinde Heerbrugg, welcher per 1. Januar 2012 geplant war.
- der Zusammenschluss der Gemeinden Rorschach, Rorschacherberg und Goldach.
- 2016 der Zusammenschluss der Gemeinden Andwil und Gossau, welcher per 1. Januar 2018 geplant war.
- 2016 der Zusammenschluss der Gemeinden Schmerikon und Uznach.
- 2016 der Zusammenschluss der Gemeinden Oberhelfenschwil, Lütisburg und Bütschwil-Ganterschwil.[60]
- 2018 der Zusammenschluss der Gemeinden Marbach und Rebstein.
- 2022 der Zusammenschluss der Gemeinden Lütisburg und Bütschwil-Ganterschwil.[81]

### Tessin
Abgelehnt wurden:
- Die Fusion von Origlio und Ponte Capriasca zur Gemeinde Ponte Origlio.
- Die «Associazione ticinese per l’autonomia dei Comuni» (ATAC) führt das Scheitern der geplanten Fusionen «Terre di Pedemonte» (3 Gemeinden, 2002), «Comune Nuovo» (3 Gemeinden, 2004), «Grande Verzasca» (9 Gemeinden, 2004), «Medio Malcantone» (5 Gemeinden, 2004), und «Media Leventina» (11 Gemeinden, 2004) auf den Widerstand in der Bevölkerung zurück. Letzteres Projekt wurde neu aufgelegt.
- Am 30. September 2007 lehnten die Stimmberechtigten der Gemeinde Cadro die Eingemeindung in die Stadt Lugano mit 585 gegen 542 Stimmen ab. Deshalb ist das zustimmende Villa Luganese mit der Eingemeindung zu einer Exklave der Stadt Lugano geworden.
- Am 25. November 2007 scheiterte eine Fusionsvorlage in den Gemeinden Chiasso, Morbio Inferiore und Vacallo.
- Fusion der mit Rossura, Chiggiogna und Calonico fusionierten Gemeinde Faido auch mit den Gemeinden Cavagnago, Mairengo, Calpiogna, Campello, Osco, Anzonico und Sobrio. Letztere hatten bisher abgelehnt – einige davon stehen aber unter Zwangsverwaltung des Kantons; die Fusion aller genannten ist zu erwarten.
- Die per 1. April 2012 beantragte Fusion von Giubiasco und Pianezzo zur Gemeinde Giubiasco wurde abgelehnt.
- Die zwischen Manno und Alto Malcantone vorgesehene Fusion zur Gemeinde Manno wurde in der ersten Jahreshälfte 2011 abgelehnt.
- Die Fusion von Pollegio, Biasca und Iragna zur Gemeinde Biasca wurde in der Konsultativabstimmung am 5. Juni 2011 von Biasca gutgeheissen, von Iragna und Pollegio allerdings abgewiesen. Damit ist das Projekt gescheitert.[82]
- In der Volksabstimmung vom 24. September 2011 scheitert eine Fusion der Gemeinden Locarno, Muralto, Minusio, Orselina, Brione sopra Minusio, Mergoscia und Tenero-Contra. Lediglich in Locarno selbst sowie in Mergoscia, das räumlich nicht an Locarno angrenzt, fand sich eine zustimmende Mehrheit.
- Die Fusion von Ascona, Brissago, Losone und Ronco sopra Ascona wurde abgelehnt.
- Die Fusion von Brione (Verzasca), Corippo, Frasco (dem Gebiet Lavertezzo Valle der Gemeinde Lavertezzo), Sonogno, Vogorno (dem Gebiet Gerra Valle der Gemeinde Cugnasco-Gerra) zur Gemeinde Verzasca wurde 2016 abgelehnt.
- Die Fusion von Aranno, Bioggio und Cademario zur Gemeinde Bioggio wurde 2016 abgelehnt.
- Die Fusion von Muzzano und Collina d’Oro zur Gemeinde Collina d’Oro wurde 2019 abgelehnt.

### Thurgau
Abgelehnt wurden:
- der Zusammenschluss der Gemeinden Romanshorn und Salmsach zur Gemeinde Romanshorn durch die Stimmberechtigten von Salmsach.[83]
- der Zusammenschluss der Gemeinden Rickenbach und Wilen durch die Stimmberechtigten von Wilen.[84]

### Waadt
Abgelehnt wurden folgende Fusionsvorhaben:
- Arnex-sur-Nyon, Borex, Chéserex, Crassier, Eysins, Gingins, Grens, La Rippe und Signy-Avenex zur Gemeinde Asse-et-Boiron.
- die Vereinigung von Bellerive, Chabrey, Constantine, Cudrefin, Montmagny, Mur, Vallamand und Villars-le-Grand zur Gemeinde Vully-les-Lacs. Alle Gemeinden ausser Cudrefin verfolgen ein neues Fusionsprojekt.
- die Vereinigung von Cerniaz, Champtauroz, Combremont-le-Grand, Combremont-le-Petit, Dompierre, Granges-près-Marnand, Henniez, Marnand, Sassel, Seigneux, Treytorrens (Payerne) und Villars-Bramard zur Gemeinde Valbroye.
- die Vereinigung von Bettens, Oulens-sous-Echallens und Saint-Barthélemy zur Gemeinde Montgrassy.
- die Fusion von Aigle, Leysin, Yvorne zur Gemeinde Aigle (zuvor war schon ein Projekt mit einem vierten Partner, der Gemeinde Corbeyrier, gescheitert).
- die Fusion von Aubonne, Montherod, Saint-Oyens und Saubraz zur Gemeinde Aubonne.
- die Fusion von Bogis-Bossey, Chavannes-de-Bogis, Chavannes-des-Bois, Commugny, Coppet, Founex, Mies und Tannay zur Gemeinde Terre-Sainte (am Fusionsprojekt war ursprünglich auch die Gemeinde Crans-près-Céligny beteiligt).
- die Fusion von Concise, Corcelles-près-Concise, Mutrux und Onnens scheiterte im Dezember 2011 nach dem Rückzug von Onnens.[85]
- Bercher, Essertines-sur-Yverdon, Fey, Pailly, Rueyres, Vuarrens, Oppens und Orzens zur Gemeinde Le Sauteruz.
- Bettens, Bioley-Orjulaz, Echallens, Oulens-sous-Echallens, Penthéréaz, Saint-Barthélemy und Villars-le-Terroir zur Gemeinde Echallens.
- Bretigny-sur-Morrens, Cugy, Froideville und Morrens (VD) zur Gemeinde Haut-Talent.
- Chavornay, Corcelles-sur-Chavornay, Belmont-sur-Yverdon, Ependes, Essert-Pittet und Suchy zur Gemeinde Chavornay.
- Cronay, Cuarny, Pomy, Ursins, Valeyres-sous-Ursins und Villars-Epeney zur Gemeinde Montélaz.
- Ormont-Dessous und Ormont-Dessus zur Gemeinde Les Ormonts.
- Cossonay, Dizy und La Chaux (Cossonay) zur Gemeinde Cossonay.
- Montcherand, Orbe und Sergey zur Gemeinde Orbe.
- Bonvillars und Onnens.[86]
- Montreux und Veytaux.[87]

### Wallis
Abgelehnt wurden folgende Fusionsvorhaben:
- der Zusammenschluss der Gemeinden Collombey-Muraz und Monthey.[88]
- der Zusammenschluss der Gemeinden Eggerberg, Ausserberg, Bürchen, Baltschieder, Visp und Visperterminen am 13. Februar 2011.[89]
- der Zusammenschluss der Gemeinden Sion und Veysonnaz zur Gemeinde Sion.[90]

### Zürich
Folgende Versuche sind gescheitert:
- die Vereinigung von Freienstein-Teufen und Rorbas (1991)
- die Fusion von Oberweningen und Schöfflisdorf (1999)
- der Zusammenschluss der Gemeinden Andelfingen und Kleinandelfingen (2002)[91]
- der Zusammenschluss der Gemeinden Berg am Irchel, Buch am Irchel, Dorf, Flaach und Volken (2013)[92]
- der Zusammenschluss der Gemeinden Bachs und Stadel bei Niederglatt (2017)
- der Zusammenschluss der Gemeinden Niederweningen, Oberweningen, Schleinikon und Schöfflisdorf (2017)
- der Zusammenschluss der Gemeinden Adlikon, Andelfingen, Henggart, Humlikon, Kleinandelfingen und Thalheim an der Thur (2020)
- der Zusammenschluss der Gemeinden Oberweningen und Schöfflisdorf (2020)